# Ferrocarriles Argentinos (empresa histórica)

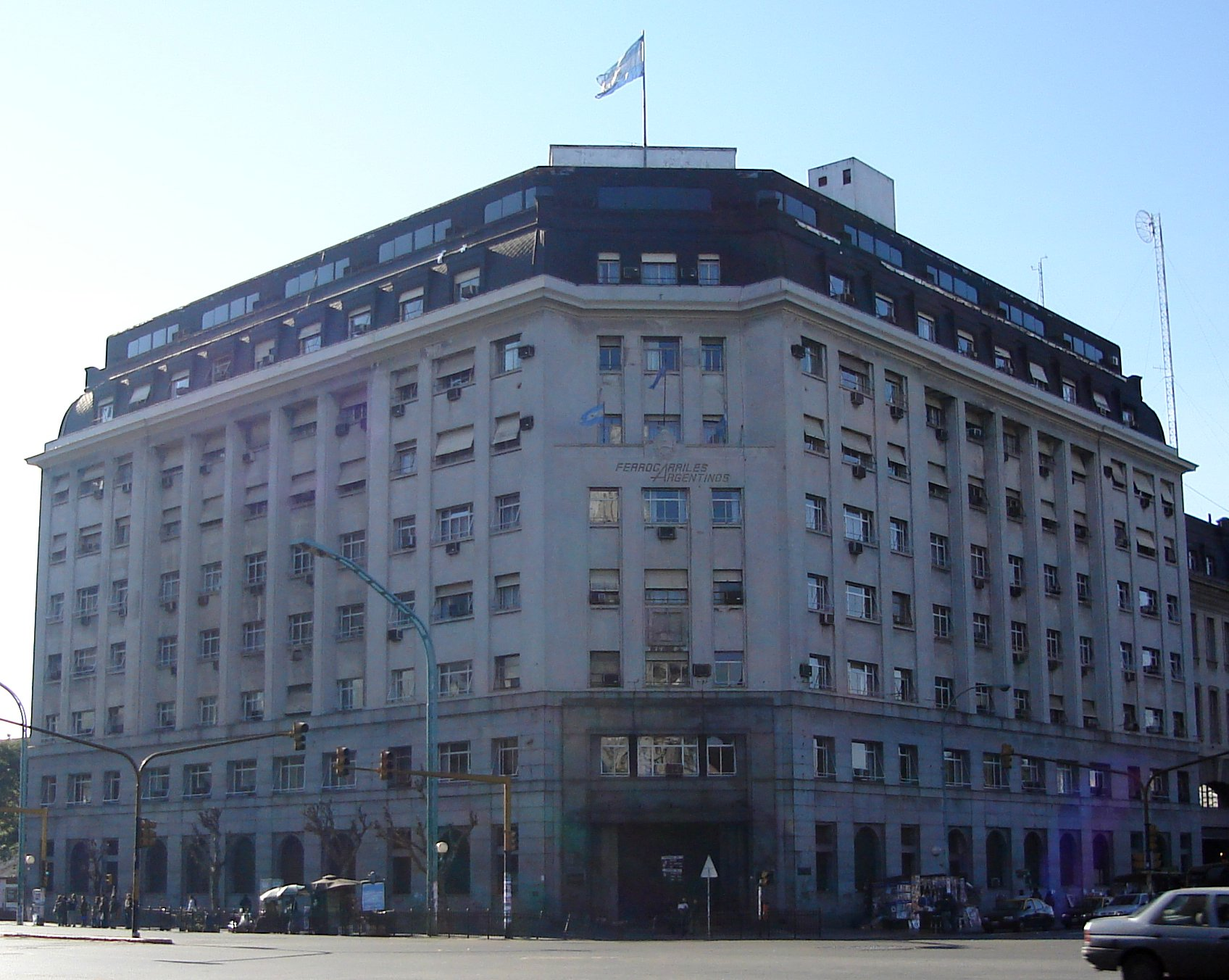
Oficinas de Ferrocarriles Argentinos en el barrio porteño de Retiro. Hoy funciona allí Trenes Argentinos Infraestructura.

Último logo utilizado por la compañía.

Ferrocarriles Argentinos (FA) fue una empresa pública argentina que manejó la red ferroviaria argentina entre 1948 y su liquidación en 1995, conformando un sistema integrado de transporte ferroviario. Operaba tanto trenes de carga como de pasajeros en buena parte del territorio argentino, tanto de larga distancia como interurbanos y metropolitanos del Gran Buenos Aires.
Su creación fue fruto de la nacionalización de empresas privadas británicas y francesas y su fusión con los Ferrocarriles del Estado entre 1947 y 1948. Hasta 1956 los ferrocarriles nacionalizados operaron como virtuales empresas independientes en el marco de la Empresa Nacional de Transportes (ENT). Esta fue disuelta y reemplazada por la Empresa Ferrocarriles del Estado Argentino (EFEA), que adoptaría años después el nombre definitivo de Ferrocarriles Argentinos.
Durante los primeros años la empresa recibió gran impulso, fomentando la renovación masiva del material rodante. Posteriormente alternó períodos de crecimiento con otros de recorte de servicios —en particular en 1961 y a partir de 1976—. Entre 1991 y 1993, en el marco de la Reforma del Estado del presidente Carlos Menem, se decide la privatización ferroviaria en Argentina. Como resultado, los servicios de Ferrocarriles Argentinos fueron segmentados y concesionados a empresas privadas o cancelados definitivamente. En 1995, sin prestar ya ningún tipo de servicio, la empresa entró en liquidación.

## Camino a la concentración

### Ferrocarriles del Estado

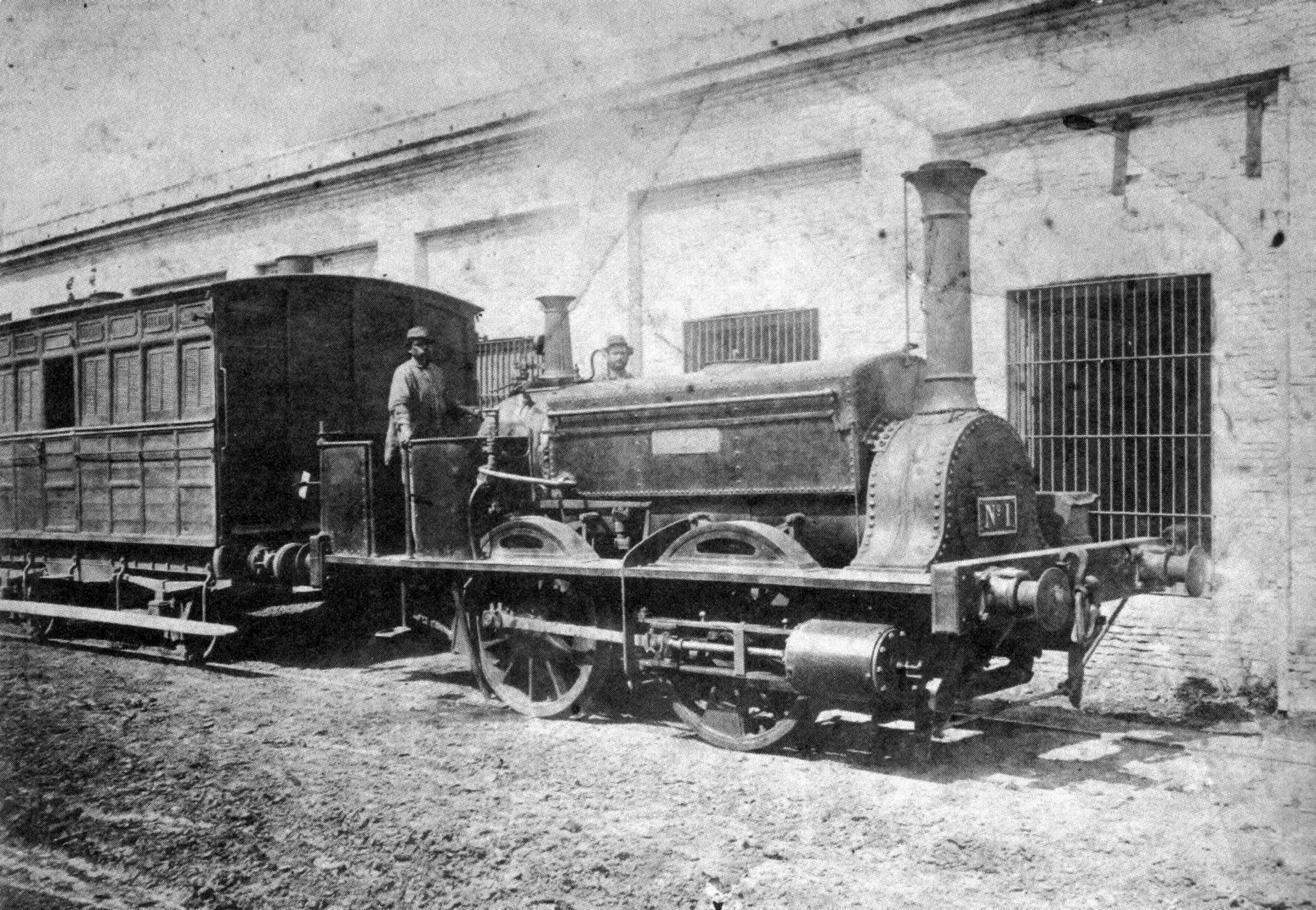
Primer viaje en tren en 1857.

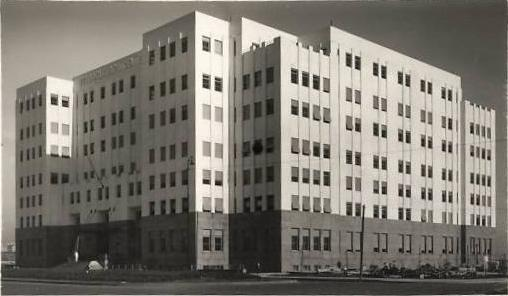
Edificio de los Ferrocarriles del Estado (Retiro-Capital Federal). Fue construido en los años 1930.

El primer ferrocarril comenzó a circular en Argentina en 1857, a cargo en principio de una empresa privada, pero comprado totalmente por el gobierno de Buenos Aires el 1 de enero de 1863. Se trataba del Ferrocarril Oeste de Buenos Aires, que realizaba inicialmente un trayecto de 10 km desde la estación del Parque (situada donde actualmente se encuentra el teatro Colón, en la ciudad de Buenos Aires) hasta la estación La Floresta, que en aquel entonces se encontraba en el pueblo de San José de Flores, pero que actualmente también es parte de Buenos Aires.
En pocos años los caminos de hierro comunicaban varias provincias y diez años después, el 15 de noviembre de 1867, se inauguró el primer ferrocarril construido por el Estado (ferrocarril Andino) con la finalidad de enlazar las tres provincias de la región de Cuyo (provincias de San Juan, San Luis y Mendoza) con la ciudad de Rosario , aprovechando parte de la traza del ferrocarril Central Argentino. Ambos ferrocarriles contaban con trocha “ancha” (1676 mm.)
Con esta obra, el gobierno integraba regiones poco tentadoras para el capital privado y contribuía a la unión de las provincias. Sin embargo, el plan oficial no consistía en la administración directa de las obras, recién se iba a hacer cargo de este ferrocarril en 1880.
El Ferro Carril Oeste era una de las vías más importantes cuya su construcción y financiamiento fue realizado gracias al aporte de la provincia de Buenos Aires, que en aquel entonces formaba un estado independiente de la Confederación Argentina. En 1863 la provincia
se convirtió en única dueña del ferrocarril. Durante 27 años  perteneció al Estado de Buenos Aires, siendo un símbolo por su eficiencia y sus tarifas más bajas que la de los ferrocarriles administrados por firmas inglesas en el país. En 1890, a causa de la presión e interés de los capitales británicos, fue vendida en 1890 a la compañía inglesa Buenos Aires Western Railway.
El 31 de octubre de 1876, se efectuó la inauguración oficial del Ferrocarril Central Norte, siendo este el primer ferrocarril construido y administrado por el Estado, y el primero de trocha métrica construido en el país. En este caso el objetivo era ampliar el Ferrocarril Central Argentino, llevando los rieles de Córdoba a San Miguel de Tucumán. Si bien lo más lógico hubiese sido construir esta línea adicional en “trocha ancha”, que era la que usaba el FCCA y todos los ferrocarriles del país (otro argumento más para mantener el ancho de vía), en ese momento, la urgencia y la necesidad económica hizo que se eligiera la trocha métrica, decisión que repercutió hasta nuestros días.
A partir de allí el Estado comenzó a expandir sus líneas por todo el territorio, dirigidas a favorecer regiones despobladas, principalmente el Noroeste, el Chaco y la Patagonia, cumpliendo así una vasta labor de fomento e integración.
Los ferrocarriles estatales gozaron de una rápida difusión, sin embargo, hasta entonces todas las líneas de propiedad nacional se hallaban divididas en varias secciones y denominaciones, explotadas de manera inorgánica. Por lo tanto la conformación de una verdadera red oficial, se inició recién durante la gestión del presidente José Figueroa Alcorta (1906-1910), cuando su ministro de Obras Públicas D. Ezequiel Ramos Mejía obtuvo la sanción de la ley de Fomento de los Territorios Nacionales (1908), que autorizaba la construcción de las líneas chaqueñas y patagónicas y de la Ley Orgánica de los Ferrocarriles del Estado (1909), que creó la Administración en forma centralizada, bajo la dependencia del Ministerio de Obras Públicas de la Nación. A partir de entonces todos los ferrocarriles nacionales funcionarían bajo un solo control.
En ese entonces la red ferroviaria del Estado tenía 3490 km de longitud, siendo la más extensa la red del "Ferrocarril Central Norte Argentino" de trocha angosta, que en 1905 tenía una longitud de 1385 km, y el "Ferrocarril Argentino del Norte" con 563 km de trocha angosta en el mismo año. En 1910 las longitudes eran en el Central Norte de 2135 km, y en el Argentino del Norte de 1355 km. En 1925 los Ferrocarriles del Estado eran la segunda empresa del país, con una longitud de 6617 km. A partir de 1912 el déficit de explotación comenzó a crecer a tal punto que los aportes de la Tesorería también debían ser utilizados para cubrir los gastos de explotación. El manejo poco claro de sus fondos y la demanda de grandes sumas de dinero por parte del Estado provocaron críticas desde la oposición y la prensa. El mayor déficit se registró entre los años 1920 y 1927, cuadruplicando las pérdidas, provocando la desaceleración de nuevas obras.
A principio de siglo, el desarrollo ferroviario impulsó el crecimiento agropecuario y  como contrapartida el estancamiento de la Argentina industrial. Fueron años donde nuestro país importaba, del Viejo Continente, productos manufacturados con materia prima Argentina. El ferrocarril había sido trazado respondiendo a la concepción de un país agrario, especialmente de materias primas, con el fin de salvaguardar los intereses británicos, lo que tenía poco que ver con los intereses nacionales.
A partir de la década de 1880 se privatizaron todos los ferrocarriles estatales, pasando a manos inglesas y francesas. El Estado Argentino brindó numerosos beneficios a empresas ferroviarias británicas. En primer lugar les regaló extensos territorios ubicados en los márgenes de las vías que se destinaron a negocios inmobiliarios que dejaron cuantiosas ganancias a las empresas. En segundo lugar, mantuvo a las compañías extranjeras exentas del pago de impuestos internos.
Desde  la Primera Guerra Mundial comenzó a declinar el comercio internacional liderado por Gran Bretaña. Esto se tradujo en un proceso de desinversión en las redes ferroviarias argentinas. En sentido contrario las acciones ferroviarias se desplomaron hasta un 70 %, los ingresos un 40 % y las cargas que transportaban se redujeron un 23%.

### El ocaso de los ferrocarriles ingleses y franceses.

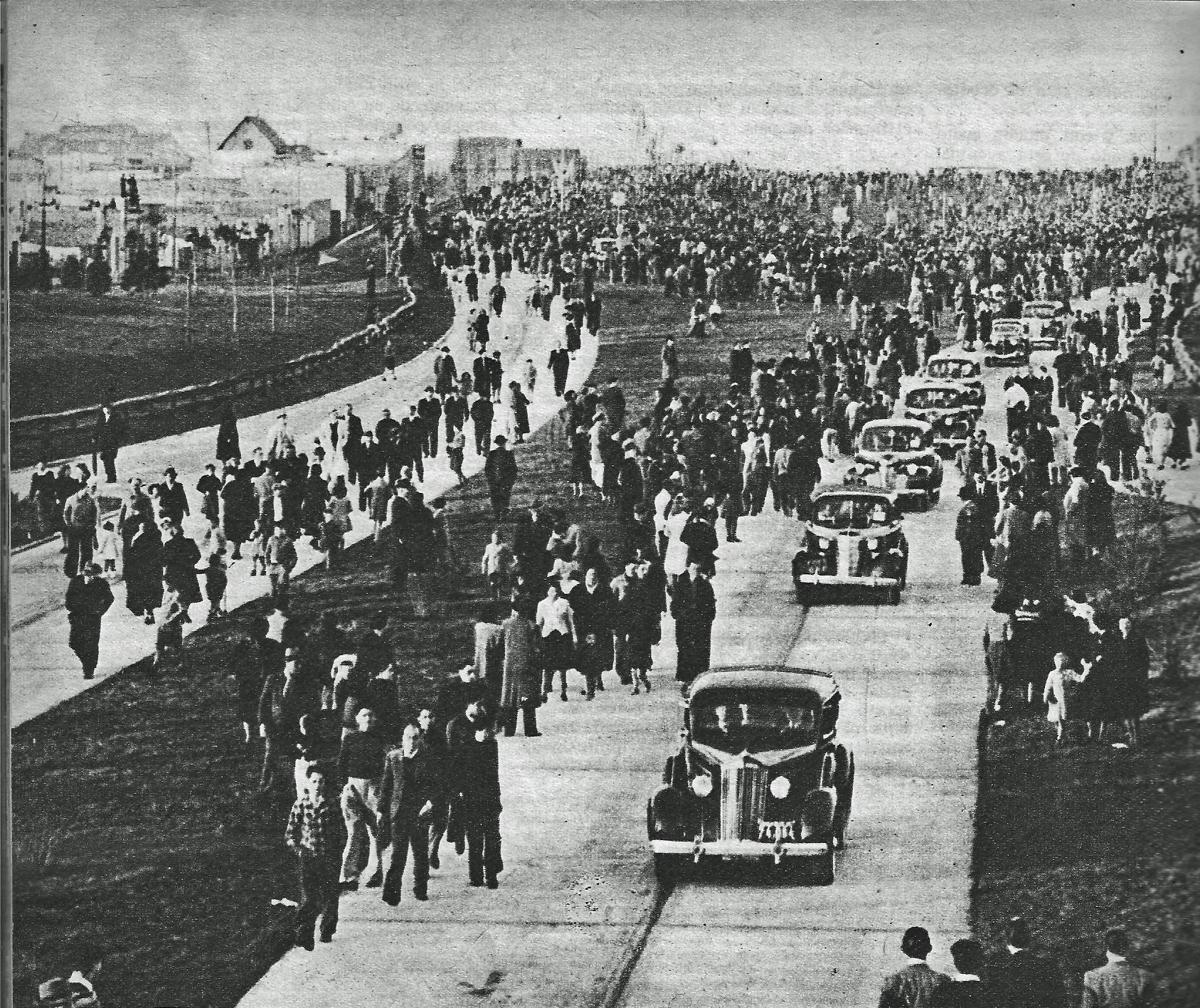
Inauguración de la Av. General Paz, Capital Federal (1941). La industria automotriz (impulsada por empresas estadounidenses) toma cada vez mayor fuerza.

La gran depresión mundial iniciada a fines de 1929, y más tarde, la inclinación por parte del gobierno de Agustín P. Justo (1932-1938). El aumento cada vez mayor del transporte automotor significó un retraimiento en la inversión de capitales para empresas ferroviarias.
Las restricciones aplicadas por el gobierno de Justo hacia fines de 1932 sobre remesas de pagos y desfavorables tasas de cambio, provocaron quejas de los inversores ingleses, quienes dejaron de recibir dividendos, llevando el valor de las acciones a niveles muy bajos. La principal queja de las empresas ferroviarias era que ellas tenían que construir, mantener y renovar sus vías, mientras que las empresas de camiones estaban exentas de este gasto, ya que las rutas eran construidas y mantenidas por el Estado. [cita requerida]
Durante el gobierno de Agustín P. Justo (1932-1938) se producen aumentos en los precios de los combustibles, aumentos de salarios, reducción de la producción agrícola y caída del comercio internacional, factores que minaron las bases del sistema ferroviario privado. En 1939 estallaba un nuevo conflicto bélico que se extendería hasta 1945: la Segunda Guerra Mundial. Este nuevo cierre del comercio mundial profundizó la gravedad de la situación, tornando imposible la renovación del material y deteriorándolo aún más con el uso de maíz como combustible para las locomotoras.
Una vez finalizada la Segunda Guerra Mundial, los británicos comenzaron a concentrarse nuevamente en los temas comerciales y empresariales a nivel mundial.Además se habían realizado notables mejoras en instalaciones, estaciones, talleres, colonias para obreros y material rodante.
Los primeros ferrocarriles se hicieron con el esfuerzo nacional, pero los gobiernos liberales hicieron una entrega de los mismos, cediendo tierras y garantizando tarifas y utilidades sobre la base de los balances de las propias empresas inglesas, cuyos gerentes o asesores muchas veces eran además funcionarios del gobierno.

### El traspaso de las empresas privadas

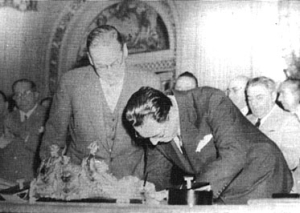
El Gral. Juan Domingo Perón gobernó el país entre 1946 y 1955, durante su gestión se produjo gran parte de las nacionalizaciones. Aquí firmando la nacionalización de los ferrocarriles británicos en 1948.

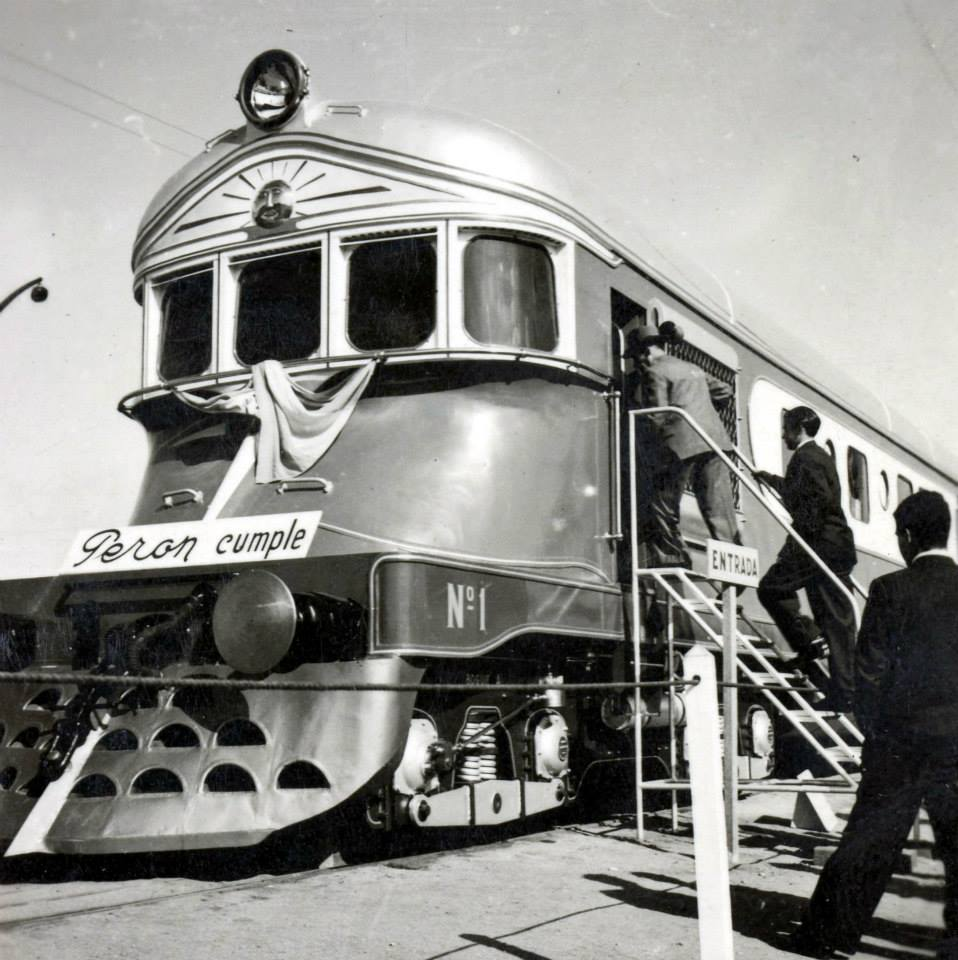
La CM1 "Justicialista", una de las 2 locomotoras diésel fabricadas en la Fábrica Argentina de Locomotoras (FADEL).

En abril de 1946 se realizaron en Londres tres reuniones que congregaron a los representantes del Tesoro, del Foreign Office, de la Junta de Comercio y del Ministerio de Alimentación, así como a dirigentes de las compañías ferroviarias británicas en la Argentina.
El 17 de diciembre de 1946 se firmó el contrato de compra-venta entre Miguel Miranda, presidente del I.A.P.I (Instituto Argentino de Promoción del Intercambio) y el embajador extraordinario y plenipotenciario Conde Wladimir D´ormesson, "ad referéndum" de los directorios del IAPI y las empresas francesas, determinándose un precio global de $ m/n 182 796 173 (unos u$s 45 millones).
Así, el 1 de noviembre de 1947 se hizo efectiva la incorporación de esas empresas a los Ferrocarriles del Estado, en cuanto a la CGBA, el acto fue presidido por el entonces administrador general de los Ferrocarriles del Estado, Capitán de Navío Alfredo J. Job. Dos semanas después de anunciado el convenio con los franceses, los ingleses retornaron a la venta directa.
Entre 1946 y 1948 todas las líneas férreas fueron estatizadas bajo la órbita de la Empresa de Ferrocarriles del Estado Argentino (EFEA, luego Ferrocarriles Argentinos) y recibieron nombres de personalidades destacadas de la historia argentina: San Martín, Belgrano, Sarmiento, Urquiza, Mitre y Roca. Una particularidad es que cada línea pasa por zonas que recorrió la persona de la que lleva el nombre.La compra de los ferrocarriles significaba terminar con el drenaje de divisas que era multimillonario, recuperar el dominio de las tarifas y del trazado de los ramales lo que permitiría estimular actividades para lograr desarrollos regionales más equilibrados.
La nacionalización de los ferrocarriles se incluían unas 25.000 propiedades inglesas que aparecían como bienes indirectos y en los cuales se encontraban puertos como el de Bahía Blanca, empresas eléctricas, empresas de tranvías, de transportes automotores, hoteles, etc.
La «Justicialista» fue una locomotora diésel-eléctrica construida íntegramente en los Talleres Ferroviarios de Liniers (Ferrocarril Sarmiento) por técnicos y obreros argentinos. Después de un tiempo en exposición, la locomotora «Justicialista» fue inventariada. En verano de 1952/53 cubrió el corredor Constitución - Mar del Plata, arrastrando el convoy «El Marplatense», recorriendo los 400 kilómetros del trayecto en 3 horas 45 minutos con un total mensual de 20.000 kilómetros. Con los mismos resultados hizo viajes a Bariloche en 22 h 10 min, y a Mendoza en 11 h 40 minutos, alcanzando una velocidad promedio de 145 a 150 km/h.

## Nacionalización

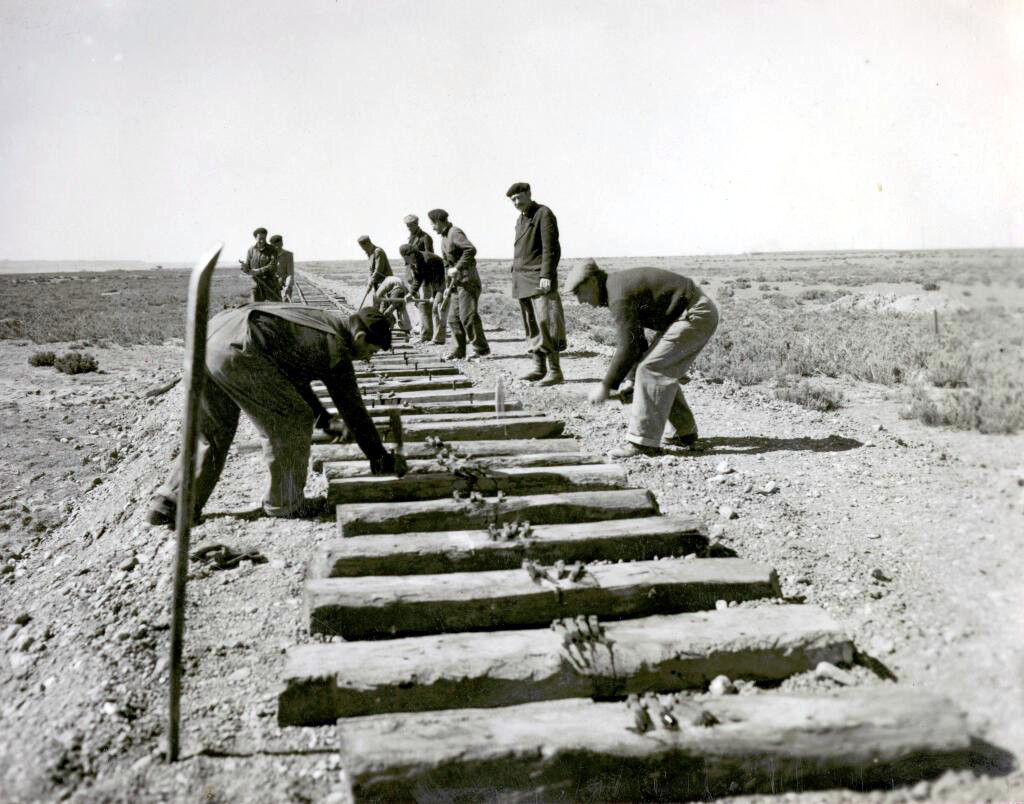
Trabajadores ferroviarios en 1952.

El 13 de febrero de 1947 se firmó el acta de compra y el 1 de marzo de 1948, el gobierno argentino tomó formal posesión de los ferrocarriles británicos. Para los argentinos, manejar los ferrocarriles era visto como un acto de soberanía. El proceso de industrialización que estaba desarrollando la Argentina requería de un Estado fuerte, y unos ferrocarriles en manos nacionales que impulsen la producción nacional.
La red ferroviaria continuó creciendo hasta 1954, año en que se llegó a los 47 mil kilómetros de extensión, el mayor récord de extensión en su historia. Junto a ello durante esta etapa peronista se crearon las escuelas técnicas; dentro de la Empresa FF.C.A se realizó la capacitación y posterior ingreso de los hijos de los ferroviarios (Escuelas Fábricas: Ley N.º 12.921).

### El acto inaugural.
En la tarde de aquel 1 de marzo de 1948, gran cantidad de descamisados (sinónimo de obrero por aquel entonces), se congregaron en la plaza Britania, ubicada frente a la terminal ferroviaria de Retiro. Habían llegado desde todas partes del país, para celebrar el traspaso oficial a manos del gobierno argentino, de unos 25 000 kilómetros de ferrocarriles de propiedad británica.
A lo largo de toda la jornada, trenes especiales condujeron a la ciudad de Buenos Aires a los representantes gremiales del interior. En Buenos Aires, los comercios y las fábricas suspendieron temprano sus actividades para permitir que los empleados asistieran a la celebración. A las seis de la tarde la plaza desbordaba con una excitada multitud en ánimo festivo. Los obreros con camisas blancas agitaban cartelones que proclamaban "Ya son Nuestros" o "Ahora Son Argentinos": eran los tiempos de la famosa "independencia económica". Otros carteles llevaban la imagen del Presidente Juan Domingo Perón. Los retrasados hallaron imposible acercarse a la plaza central y se arremolinaron por las inmediaciones mientras escuchaban los discursos por el sistema público de altavoces.
Algunos concurrentes ágiles treparon a las columnas de alumbrado y a las estatuas para ver mejor, otros observaron desde las terrazas y ventanas de los edificios vecinos y los más audaces se ubicaron precariamente sobre las cornisas situadas a gran altura sobre las calles adyacentes. Una alegría popular estremeció no solamente el espíritu de los peronistas, sino de la inmensa mayoría de los argentinos.
El pabellón nacional se izó en el hall de la Estación Retiro y centenares de locomotoras, en todo el país, pitaron agudamente para celebrar un nuevo triunfo del gobierno popular. Perón no pudo asistir por encontrarse en el posoperatorio de una intervención quirúrgica.
Aquella etapa comenzada con la revolución de 1943, la que se había propuesto en materia de transportes fortalecer los ramales considerados estratégicos por estar ubicados en zonas limítrofes o por ser necesarios para el abastecimiento de insumos vitales. Así entre 1943 y 1946 se dio término a los trabajos tendientes a rehabilitar el ferrocarril trasandino, avanzando luego en la construcción de la línea de Salta a Chile que unió la capital de aquella provincia con la ciudad trasandina de Antofagasta, línea inaugurada en febrero de 1948. En relación con la frontera con Bolivia en 1945 quedó habilitado el ramal de Embarcación a Yacuiba, finalizado completamente en octubre de 1947. Respecto a la frontera con Brasil se ejecutaron trabajos para la prolongación de la línea de los Ferrocarriles del Estado desde Curuzú Cuatiá a Paso de los Libres quedando en 1945 concluida la línea de trocha angosta desde Uruguayana hasta la estación Paso de los libres. Además se inicia la construcción del ramal de Superí a La Cocha buscando unir directamente las provincias de Catamarca y Tucumán (detenido en 1952), se construye y culmina el ramal entre Pedro Vargas y Malargüe (vinculado a necesidades de obtención de combustible) y dos pequeños ramales a Buenos Aires.

## Reorganización de la red

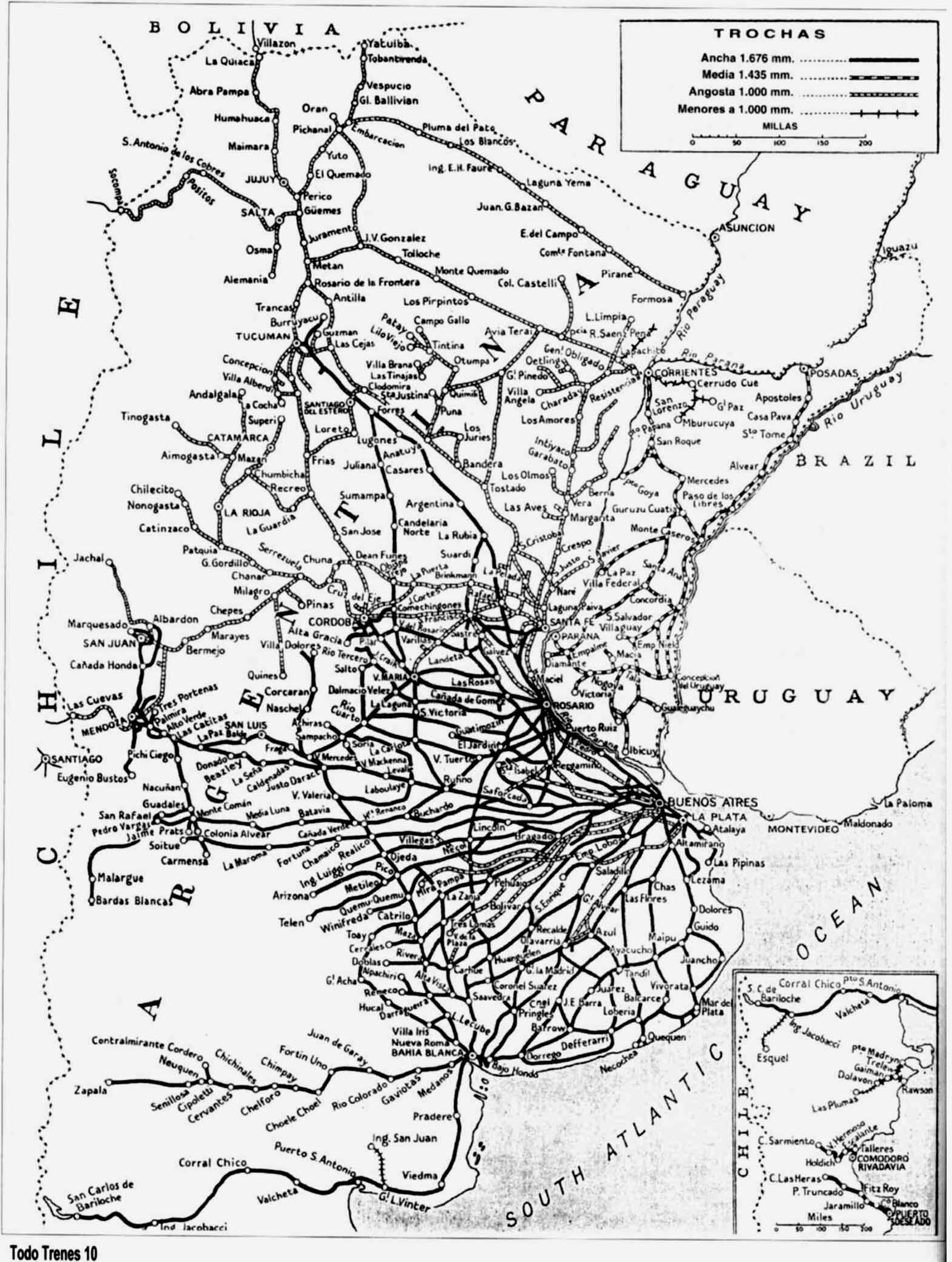
Mapa de la red ferroviaria argentina en el momento de su máxima extensión (aprox. 1954).

### Las nuevas líneas
Para ese entonces la red de ferrocarriles nacionales sumaba 48 000 kilómetros. El decreto 32.574, firmado el 1 de marzo de 1948, reorganizó las antiguas compañías, incluyendo a los Ferrocarriles del Estado. En los fundamentos del decreto se expresa “que es un deber del gobierno mantener vivo en el pueblo el culto a la memoria de los forjadores de la nacionalidad, como tributo de gratitud a sus patrióticos afanes y para fortalecer los sentimientos de solidaridad con nuestro pasado”, comenzó a regir el 1 de enero de 1949. Los flamantes ferrocarriles nacionales operaron de manera autónoma, bajo la órbita de la Empresa Nacional de Transportes (ENT). Por aquel entonces, la E.N.T., también estaba a cargo del transporte tranviario, subterráneo y automotor de la ciudad de Buenos Aires, a través de la AGTBA (ex Corporación de Transportes) en ocho líneas que llevarían los nombres de próceres o personajes ilustres del país que tuvieran algo que ver con la región en cuestión:
Ferrocarril Nacional “General San Martín”Red del Ferrocarril de Buenos Aires al Pacífico
Ferrocarril Nacional “General Belgrano”Todos los ferrocarriles de trocha métrica
Ferrocarril Nacional “General Bartolomé Mitre”El F.C.C.A. y la sección norte de Rosario a Capitán Castro del ex Ferrocarril Rosario-Puerto Belgrano
Ferrocarril Nacional “General Urquiza”Todos los ferrocarriles de la región mesopotámica (trocha media).
Ferrocarril Nacional “General Roca”El F.C.S., la línea al sur de Darregueira y hasta Toay que pertenecía al Ferrocarril BBNO y la sección sur del ex FCRPB desde Capitán Castro hasta Bahía Blanca (422,4 km).
Ferrocarril Nacional “Domingo Faustino Sarmiento”El F.C.O., la línea del ex FCBBNO de Darragueira hasta Huinca Renancó y el ramal de Merlo a Empalme Lobos, que perteneciera al ex Ferrocarril del Sud desde 1891.
Ferrocarril Nacional “Patagónico”Las líneas patagónicas de los ferrocarriles estatales.

### Reorganización de la red de trocha angosta
Tras la nacionalización de los ferrocarriles británicos, el Midland, junto con la Compañía General, pasaron a integrar la red del Ferrocarril Nacional General Belgrano. El Ferrocarril Provincial de Buenos Aires es transferido a la Nación el 31 de diciembre de 1951, quedando como unidad operativa independiente bajo la órbita de la ENT (Empresa Nacional de Transportes) y en 1953 se incorpora al Ferrocarril General Belgrano.
A partir del 1 de enero de 1954 se creó la empresa del Estado “Ferrocarril Nacional Provincia de Buenos Aires”, con la infraestructura y material rodante de los ex Ferrocarril Provincial, Compañía General y Midland. Allí lo que originalmente era el Ferrocarril Midland se convierte el la línea M y las vías de la Compañía General Buenos Aires, pasaron a ser la línea G.
El 14 de mayo de 1949, el Estado Nacional compró el Ferrocarril Central de Buenos Aires (perteneciente a (Lacroze Hermanos) y anexó su red a la de las líneas mesopotámicas ya que tenían la misma trocha (1,435 m), con lo cual el Ferrocarril Urquiza ganaba un acceso a la Capital Federal. Además, adquiría una sección local en el Gran Buenos Aires y algunos kilómetros de vías en el interior de la provincia. En 1954, el Estado inauguró la nueva Estación Federico Lacroze, un edificio más acorde a la jerarquía que había tomado dicho ferrocarril. El proyecto, de líneas sobrias, fue desarrollado por arquitectos del Ministerio de Obras Públicas. Añadiendo más tarde al Ferrocarril Depietri, de trocha angosta, que unía las ciudades de San Pedro y Arrecifes, en la provincia de Buenos Aires, el 14 de noviembre de 1949. También se modernizó los talleres como el de Tafí Viejo (en Tucumán) y renovó la enrieladura de varios ramales troncales, dando salida a la producción de rieles de SOMISA.

### Ferrocarril Patagónico
En la Patagonia, para la época de la nacionalización, existía únicamente un puñado de ferrocarriles construidos y administrados por el Estado que no se encontraban conectados entre sí: el de San Antonio a Nahuel Huapí, con un ramal de San Antonio a Viedma, el de Puerto Deseado a Colonia Las Heras, y el de Comodoro Rivadavia a Colonia Sarmiento, habilitados entre 1911 y 1914, todos ellos de trocha ancha. Además existían los ferrocarriles de 0,75 metros de trocha, de Ingeniero Jacobacci a Esquel de 401,5 kilómetros, el de General Lorenzo Vintter a Conesa de 108,4 kilómetros, el de Puerto Madryn a Alto Las Plumas y Trelew a Rawson de 266,9 kilómetros de longitud.
Estas líneas estaban, desde octubre de 1948 bajo la administración del entonces Ferrocarril Nacional Patagónico pero la línea de Viedma a San Antonio y Bariloche y los ramales de trocha angosta de Vintter a Conesa y Jacobacci a Esquel pasaron antes del 1.º de mayo de 1949 a integrar el Ferrocarril Nacional General Roca y el resto de esta red hizo lo mismo en el año 1956.
En 1955 el Ministerio de Transportes dispuso la unificación de las administraciones de ambos ferrocarriles y durante ese año un nuevo proyecto fue elaborado, donde la línea que iba de Estación Buenos Aires hasta Plomer y de allí a Rosario volvería al Belgrano.
En el primer plan quinquenal se buscó desarrollar y modernizar la estructura ferroviaria del país, entre otras inversiones se destacaron:
Coches de pasajeros (unidades) aumentó su capacidad en un 282%- Coches motores diésel y eléctricos (unidades) su capacidad 203%. los kilómetros renovación de vías se aumentó en 727%.*Kilometraje duplicación de vías 45%, junto con el aumento kilometraje de líneas nuevas 18%

### Renovación del material rodante

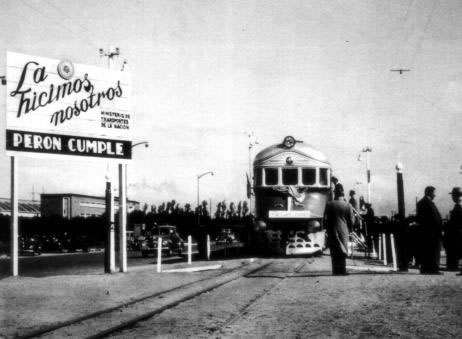
Presentación de la Locomotora «Justicialista», fabricada en el país en 1951.

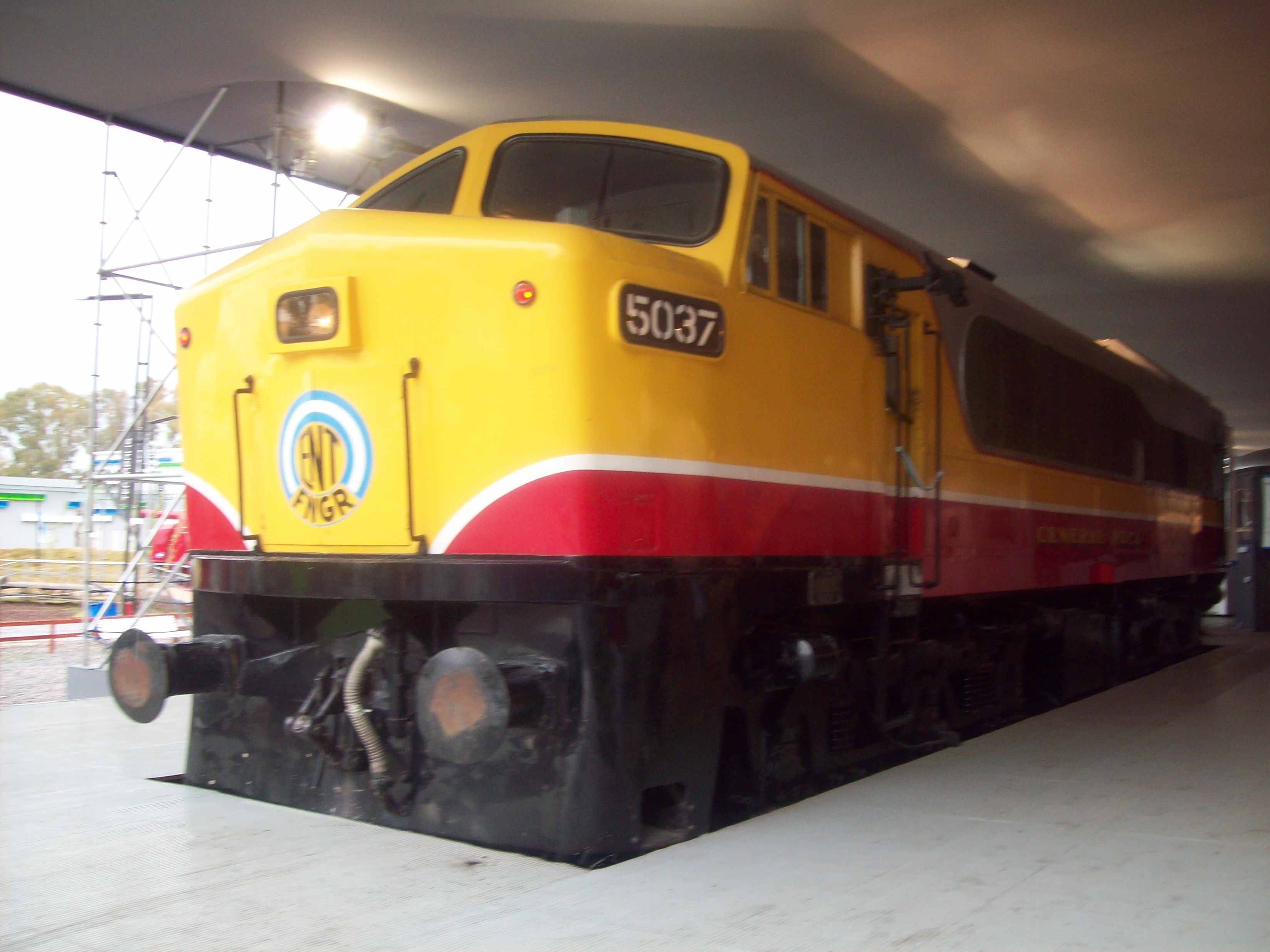
Locomotora diésel Baldwin-Lima-Hamilton. Estas arribaron a Argentina entre 1953-1954, destinadas al Ferrocarril Roca.

## Primeros pasos

### Expreso Super Pullman
Al momento de la nacionalización, la mayor parte de las locomotoras aún seguían siendo a vapor y los viajes de larga distancia debían hacerse mayormente con los clásicos trenes de madera, con asientos o camarotes. Recién a principios de los años 1950, hubo un comienzo de renovación con la masiva introducción de locomotoras diésel de origen estadounidense (General Motors y Baldwin-Lima-Hamilton). También hubo cambios en los niveles de confort para los viajes interurbanos, cuya muestra más notable y promocionada fue el excelente convoy «El Marplatense», compuesto por 12 vagones norteamericanos (dos formaciones de seis), construidos por la célebre empresa Budd & Co. El convoy era impecablemente plateado por el acero inoxidable acanalado que lo revestía y además su andar se jactaba de ser suave y silencioso gracias a que todos los vagones estaban conectados entre sí por un fuelle especial que lo transformaba prácticamente, en un tren cerrado de punta a punta, donde el vidrio doble aislaba a los pasajeros y el aire acondicionado mantenía una agradable temperatura constante cualquiera fuera el clima externo. Era un tren a todo lujo, lo mejor que se podía ofrecer en materia de transporte a nivel internacional, por lo cual era denominado como el «Expreso Super Pullman».
Casi al mismo tiempo fue la empresa neerlandesa Werkspoor la que ganó una importante orden de compra por numerosas locomotoras, coches denominados «Salón» de 1.º y 2.º clase y furgones postales, que transformaron los viajes en tren de la época. Contaba con asientos reclinables de gran confort y un camarero que atendía cada coche, los vagones neerlandeses se convirtieron rápidamente en la opción preferida para recorrer el país rumbo a Mendoza, Córdoba o Tucumán.
Otro golpe mediático de la época fue la presentación de la locomotora diésel eléctrica N.º 1, «CM1-Justicialista», de fabricación nacional. Producida en los talleres ferroviarios de Liniers, se presentó formalmente al público el 19 de octubre de 1951, en la actual Plaza Canadá, a pasos de la Estación Terminal Retiro, en una ceremonia a la que asistieron el presidente Perón y el responsable del proyecto y construcción, el ingeniero Pedro Sacaggio, entre otras personalidades de la época.
Dicha locomotora comenzó a desempeñarse durante el verano de 1952/53, cubriendo el recorrido de 400 kilómetros entre Constitución y Mar del Plata en 4 horas, trasladando el convoy «El Marplatense». En el siguiente año hizo periódicos viajes a Bariloche y Mendoza, con una velocidad promedio de 90 km/h. Originalmente por ser las más potentes y veloces, el Roca las destinó a sus trenes más importantes con destino a Mar del Plata y Bahía Blanca.
La Empresa Nacional de Transporte (E.N.T.), en 1952 por Resolución N.º 79/52 creó la Fábrica Argentina de Locomotoras (FADEL), en la que el ingeniero Sacaggio diseñó y construyó la segunda locomotora, la «CM2-La Argentina». Se fijó como meta fabricar 600 unidades del nuevo modelo, de las cuales cerca de 400 serían de 2400 HP y el resto de 800 HP. Por resoluciones N.º 891 y 938/52, se firmaron contratos de compra de motores diésel con las firmas italianas Fiat Ferroviaria y Cantieri Riuniti Dell Adriático y se adquirió el hierro en chapas, planchuelas y barras necesario para la primera etapa de construcción. El material rodante de los ferrocarriles argentinos se había manejado en un habitual estándar angloamericano de confiabilidad y potencia-
En un estado avanzado, el proyecto se truncó tras la Revolución Libertadora que puso punto final al gobierno del general Perón el 16 de septiembre de 1955. La fábrica fue cerrada y el plan de la construcción en serie de locomotoras pasó al olvido.
En los años 1940 se instaló en el país el Centro Industrial Fiat Concord (Ferreyra, Córdoba) destinado a la construcción de tractores. Una década después, la nacionalización de los ferrocarriles hizo surgir la necesidad de renovar urgentemente el material rodante lo que llevó a la creación de la ya mencionada FADEL (Fábrica Argentina de Locomotoras) y en 1955 Fiat abre las instalaciones de «Grandes Motores Diésel» destinada a satisfacer la demanda de motores para locomotoras. Sin embargo, ese mismo año se produce la Revolución Libertadora y el proyecto de FADEL fue cancelado.

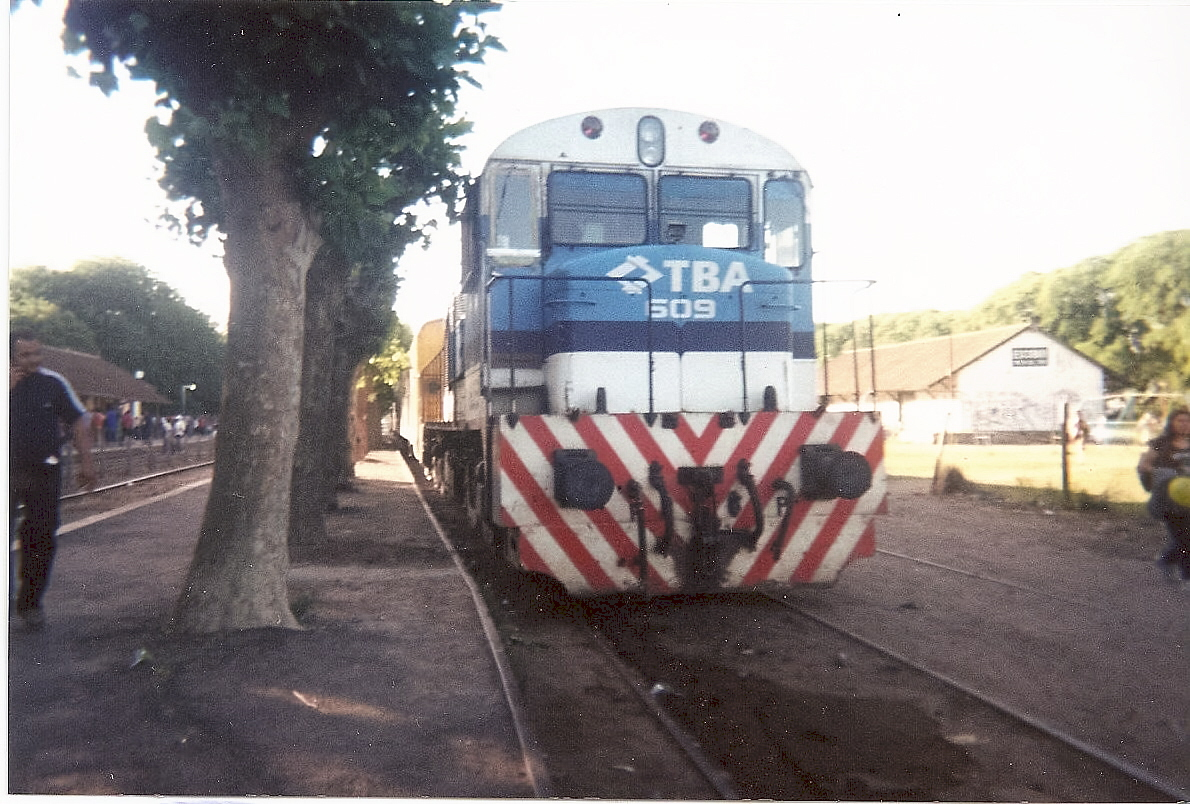
Locomotora GAIA, en las líneas suburbanas de TBA, tras la privatización de la red.
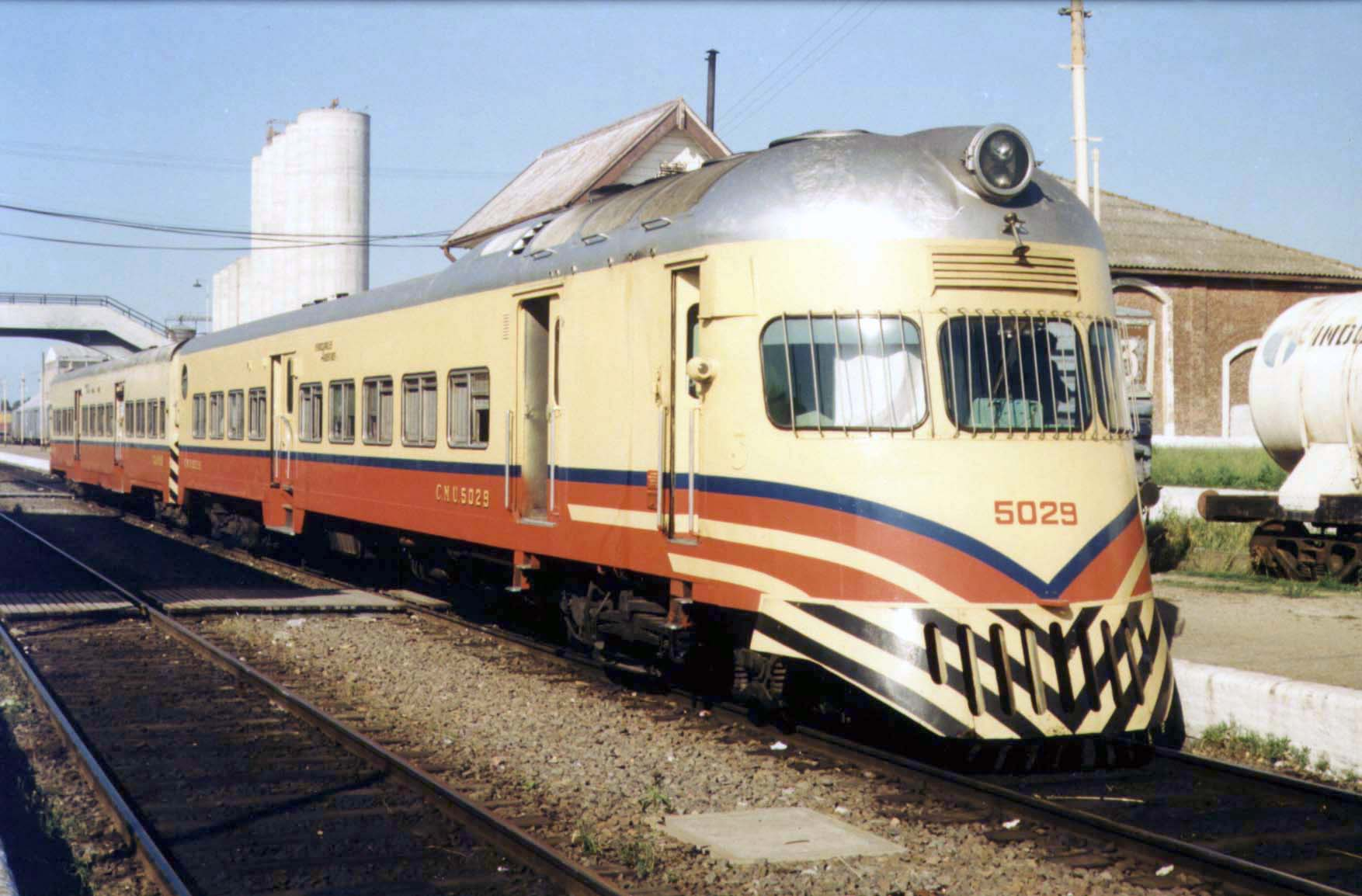
Coche motor diésel Fiat Materfer 7131.

### La Fiat-Materfer
Desechada la idea de su utilización con el fin para el cual habían sido creados (impulsar grandes locomotoras con dos motores por unidad) las autoridades de E.F.E.A. contratan con un consorcio integrado específicamente a este efecto la fabricación de 280 locomotoras diésel eléctricas para ubicar estos motores, estableciéndose que un alto porcentaje de sus componentes debería estar construido en el país.[cita requerida]
Este consorcio Italo-Argentino se denominó «Gruppo Aziende Italiane e Argentine» (G.A.I.A).
Las primeras ochenta unidades (al igual que los primeros ochenta motores) fueron íntegramente construidas en Italia, y las doscientas restantes en Argentina entre 1964 y 1970, con mayoría de componentes nacionales. Las unidades de esta serie fueron conocidas como las Locomotoras GAIA. El diseño general de los motores había sido realizado por técnicos argentinos y la intención original fue la de obtener un motor sencillo y robusto para ser adoptado como motor normalizado para los Ferrocarriles Argentinos. Sin embargo los resultados no ayudaron y con el transcurso de los años la locomotora GAIA adquirió fama de tener «prestaciones poco confiables», lo que motivo que, al cabo de veinte años, un número importante de estas unidades se retirara de la circulación, hasta quedar una reducida cantidad de máquinas en servicio.[cita requerida]
Paralelamente, en 1956 Fiat S.p.A. se adjudica la provisión de 300 coches motores diésel que se fabricarían íntegramente en el país. En 1958, se coloca la piedra fundamental de lo que sería la Sociedad Material Ferroviario o MATERFER hallada junto a las vías del FCGBM y simultáneamente se acuerda con la empresa Fiat la construcción de 210 unidades (entre motrices y remolcadas), cantidad posteriormente ampliada en 1959 hasta alcanzar las 330. Para ese año ya se encontraba techada la planta.[cita requerida]
En la segunda mitad de los años 1960, con la gestión del general De Marchi al frente de los ferrocarriles, MATERFER fabricó coches con un diseño muy parecido al de los Werkspoors neerlandeses y así surgieron coches Clase Turista, Primera y Furgón para trocha ancha, media y angosta, Restaurantes para ancha y media, Bares para ancha y angosta y hasta vagones Dormitorio para trocha ancha y media. Aquellos coches tenían como destino Bariloche («Los Arrayanes»), Tucumán («Expreso Buenos Aires- Tucumán» luego «Independencia»), Posadas («Cataratas»), Mendoza («El Libertador») con conexión internacional a Chile y el «Expreso del Sur» con conexión automotor entre San Antonio Oeste y Puerto Madryn. El ya lujoso servicio a Mar del Plata continuó con los coches reacondicionados de «El Marplatense». MATERFER diseñó también vagones para trenes locales de trocha ancha y angosta.
Esta empresa, cuya planta contaba con 50.000 metros cuadrados de superficie cubierta, llegó a tener más de 1700 empleados, moderna maquinaria, centro de proyectos propio y un elevado nivel de especialización y capacidad competitiva. Si bien una parte de la tecnología provenía de Italia casi todos los trabajos se realizaban en el país (estructura metálica de los coches, tapicería, pintura, etc.) generando a la vez un efecto multiplicador en lo concerniente a fuentes de trabajo ya que la misma se abastecía de muchos talleres cordobeses (siderurgia, madera, plástico, galvanoplastia, caucho, vidrio, metalurgia, pintura, material eléctrico, etc.).
La realización de trabajos a este tipo de escala y nivel de competitividad requería de un enorme sacrificio incluso antes de poner en marcha la línea de producción: seguimiento de trámites licitatorios, aspectos contractuales, análisis de costos, elaboración de anteproyectos y variantes, búsqueda de proveedores, desarrollo de la industria auxiliar, etc. Una vez terminado el papeleo venía el trabajo formal y hasta la fabricación del coche de pasajeros más simple representaba una tarea compleja ya que equivalía prácticamente a construir una vivienda. Se necesitaban pisos, revestimientos de paredes, artefactos sanitarios, cañerías para agua y calefacción, sistemas de ventilación (en algunos modelos se trató de aire acondicionado) e iluminación, etc.
Hasta ese momento solo países de tecnología avanzada como Italia, Estados Unidos, Francia o Rusia, estaban en condiciones de fabricar material ferroviario. Contar con la mano de obra especializada y la maquinaria adecuada para la construcción de locomotoras y vagones de toda clase posibilitó no solo renovar el material rodante de la Argentina sino también permitió su exportación a otros países del continente. Se vendieron 20 coches eléctricos de 3000 V a la República de Chile, compuestos de un coche motor y un remolque, cuya construcción fue adjudicada en competencia internacional en la que participaron empresas japonesas, inglesas, francesas e inclusive la fábrica de material ferroviario de la Fiat en Italia. Luego los ferrocarriles chilenos importarían además 15 coches de segunda clase.
Sin embargo, la operación internacional de mayor relevancia fue la que se gestionó el 16 de enero de 1974 con la República de Cuba. La empresa compradora, FECUIMPORT, firmó contrato para la provisión (entre 1975 y 1978) de 320 unidades por un valor de 81 millones de dólares (81 000 millones de pesos de ese entonces).

## Década de 1950
En 1956 se creó la Superintendencia de Ferrocarriles y en 1958, al liquidarse la Empresa Nacional de Transportes, se constituyó la Empresa de Ferrocarriles del Estado Argentino (EFEA) agrupando exclusivamente a las seis líneas ferroviarias —el Ferrocarril Patagónico había sido incorporada a la órbita del General Roca—. Una resolución del 12 de enero dispuso suprimir el adjetivo "Nacional" en las denominaciones de todos los ferrocarriles del país. A pesar de que EFEA actuó desde entonces como coordinadora en la aplicación de la política ferroviaria, las líneas conservaron "sus propias idiosincrasias y estilos administrativo-organizacionales", manteniendo un alto nivel de autarquía administrativa y operativa que solo se abandonaría en el futuro durante breves intentos de reorganización.
El 7 de octubre de 1954 el Ferrocarril Provincial de Buenos Aires pasó a integrar la red del Ferrocarril Nacional General Belgrano.

### Investigación de la Comisión Bicameral de 1959
En el año 1959, a raíz de su elevado déficit, se forma una comisión bicameral para investigar la gestión y el estado de la infraestructura de Ferrocarriles Argentinos
La misma estuvo integrada por diputados y senadores del oficialismo y la oposición.  Entre las irregularidades relacionadas con compras y distribución se encontraban que había máquinas de contabilidad importadas de los Estados Unidos por un monto de US$ 2 000 000 que no tenía compatibilidad con las utilizadas por EFEA.  Tampoco se había contratado con el vendedor ningún servicio de mantenimiento ni reparación.

## Década de 1960

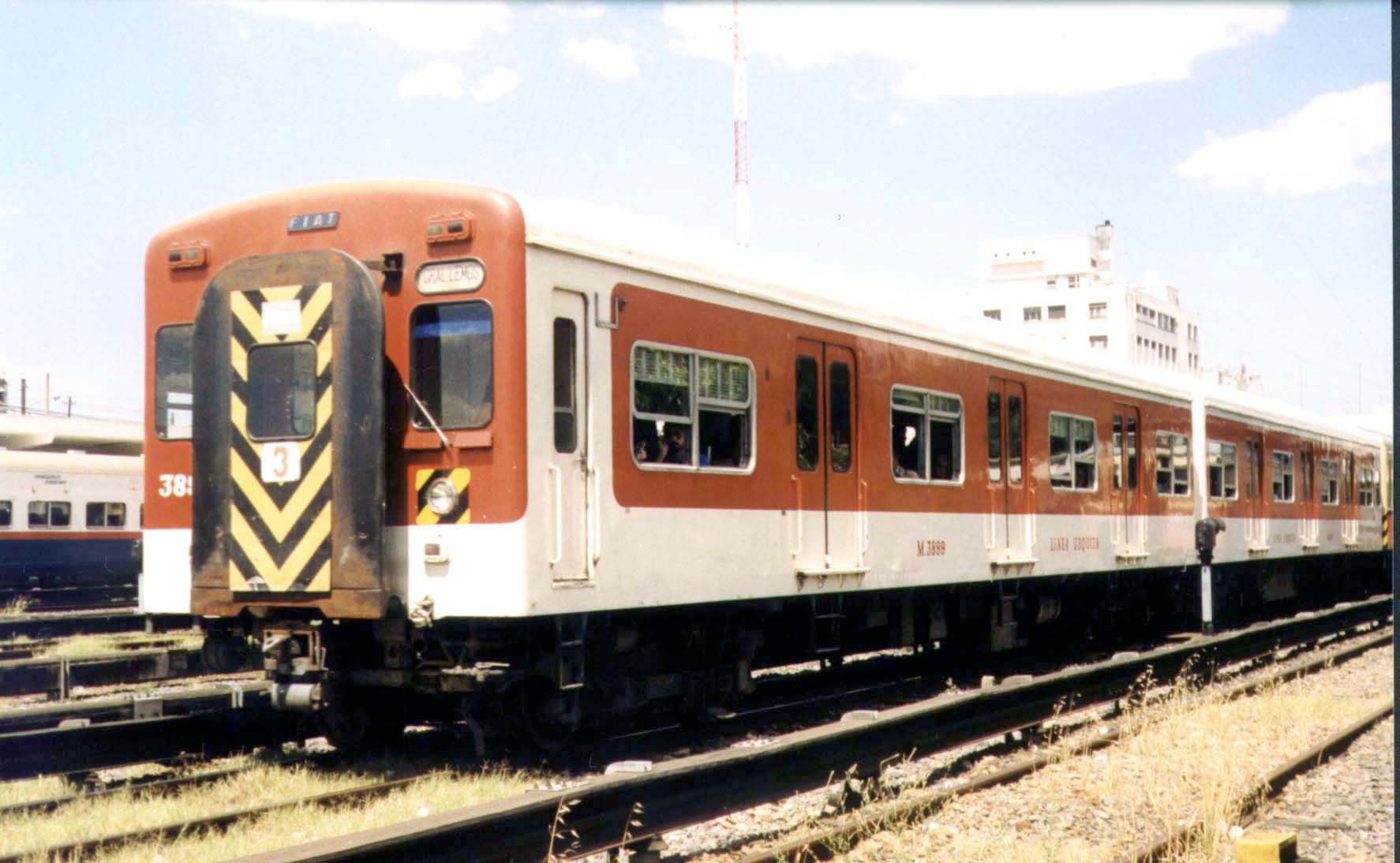
Tren eléctrico japonés del Ferrocarril Urquiza.

Para el año 1958, solo un 10,69% del total de cargas transportables en el país era trasladado por el sistema ferroviario en Argentina, el resto se hacía a través del parque automotor.  A partir de la nacionalización en 1948, el déficit operativo de los ferrocarriles mantuvo un incremento sostenido debido a diversos factores como congelamiento de tarifas, disminución de la carga transportada, sumado a una explosiva cantidad de empleados en el sistema, que ya eran 220 000 en el año 1959, debiendo destinar gran parte del presupuesto al pago de salarios, sin dejar lugar a la modernización de la red.  El déficit de Ferrocarriles Argentinos alcanzaría la cifra de US$ 135.732.000 (valor no actualizado) representando un 75% del déficit de la administración nacional.  Una de las claves para entender esto era la baja productividad de los ferroviarios, que se encontraba en las 3,5 horas diarias gracias a los "tiempos muertos", esto fue revelado por un informe efectuado por la Dirección de Planeamiento.  El intento de reforma el reglamento laboral para subsanar la productividad del sistema con el Plan Acevedo sería uno de los detonantes de la huelga ferroviaria de octubre de 1961.
Durante el gobierno de Arturo Frondizi fueron adquiridas unas 450 locomotoras diésel, 500 coches motor, 200 coches para mantenimiento técnico y 5.000 vagones de carga y pasajeros.  La magnitud aproximada de las compras alcanzaron a unos US$ 500 millones de esa época, derribando el mito "antiferroviario" de esa gestión.
El Presidente Arturo Frondizi, en 1961 decidió suprimir 4000 km de vías, ramales e instalaciones. El segundo gran levantamiento de vías durante e gobierno del General Juan Carlos Onganía, cuya política ferroviaria dejó 11.089 cesanteados, 44.978 obreros rebajados de categoría, 237 estaciones y 2981 km de ramales clausurados. A comienzo de 1960 desembarca en el país una comisión del BIRF (Banco Interamericano Regional de Fomento) y del Fondo Especial para tomar conocimiento del estado de situación del transporte en general. Las consultoras que intervinieron en este estudio son, Coverdale & Colpitts (EE. UU.), Netherlands Engineering Consultans (NEDECO, Holanda) y Renardet-SAUTI (Italia), éstas conformaron el denominado “Grupo de planeamiento de los transportes argentinos” Como director técnico general de este grupo de consultoras es designado por el BIRF, el teniente general de Estados Unidos, B.T. Larkin.
Para la sección urbana de la línea Mitre se adquirieron nuevos coches. Estas compras fueron criticadas por los sindicatos ya que se hicieron por decreto y no mediante licitación.[cita requerida]

## Racionalización de la red: el Plan Larkin
El Plan Larkin, publicado en tres tomos como Transportes argentinos: plan de largo alcance fue el plan y estudio integral de racionalización y modernización de los medios de transporte terrestre y fluvial de Argentina elaborado por Thomas B. Larkin con apoyo del Banco Mundial entre 1959 y 1962.cuya política ferroviaria dejó 11.089 cesanteados, 44.978 obreros rebajados de categoría, 237 estaciones y 2.981 km de ramales clausurados. A comienzo de 1960 desembarca en el país una comisión del BIRF (Banco Interamericano Regional de Fomento) y del Fondo Especial para tomar conocimiento del estado de situación del transporte en general. Las consultoras que intervinieron en este estudio son, Coverdale & Colpitts (EE. UU.), Netherlands Engineering Consultans (NEDECO, Holanda) y Renardet-SAUTI (Italia), éstas conformaron el denominado “Grupo de planeamiento de los transportes argentinos” siendo designado por el BIRF, el Teniente General de Estados Unidos, B.T. Larkin.
El informe recomendó la clausura de 15 000 kilómetros de ramales marginales o improductivos, a implementarse por etapas y construyendo caminos alternativos. El informe resaltaba el pésimo estado de la infraestructura ferroviaria, tanto de locomotoras y vagones como de rieles. El plan fue presentado pocos días antes de que Arturo Frondizi fuera derrocado, el 29 de marzo de 1962. Las medidas aplicadas posteriormente sobre el sistema ferroviario no tuvieron que ver la propuesta original.

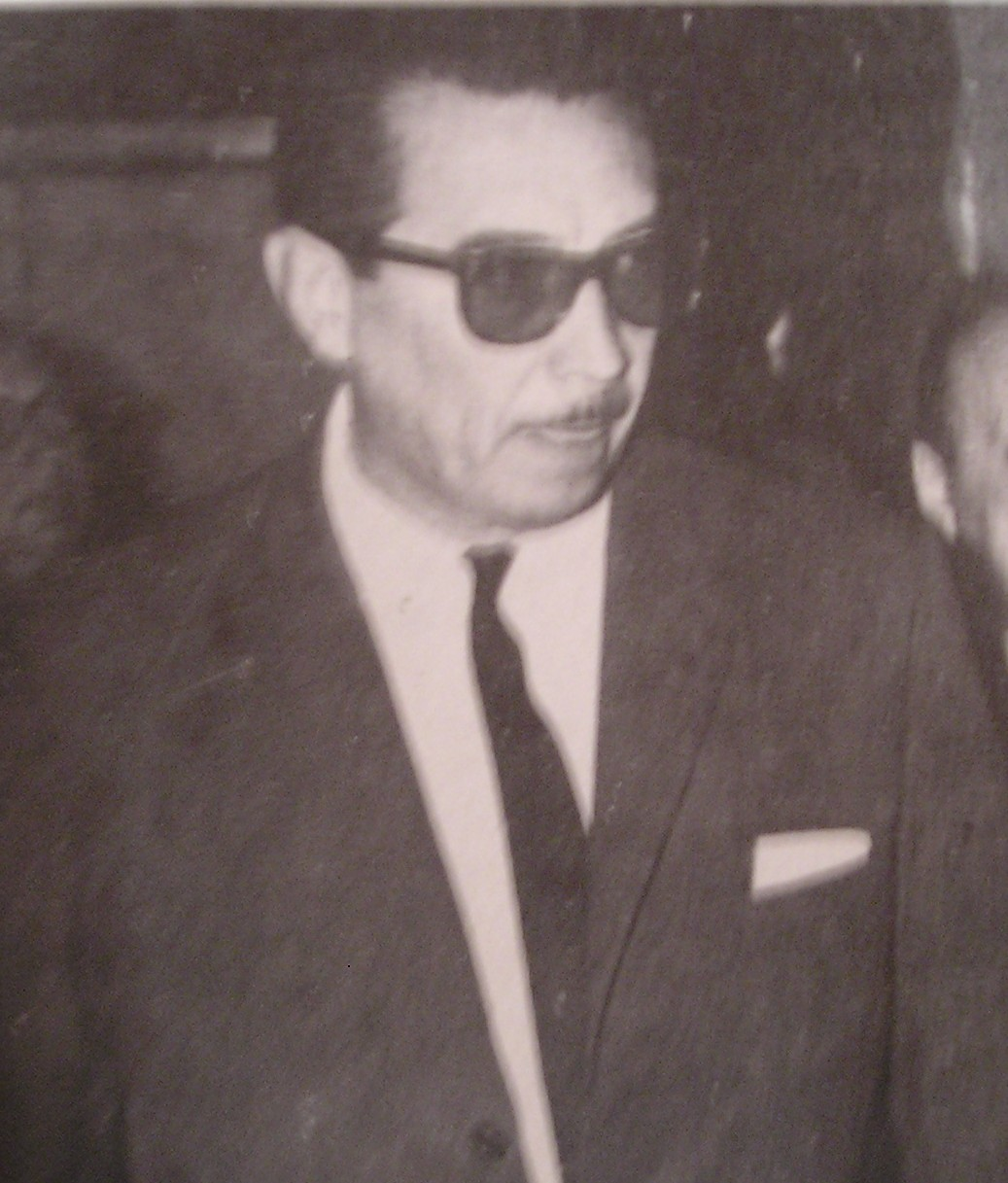
El sindicalista Andrés Framini (aquí en una imagen de 1955) fue uno de los cientos de encarcelados por Frondizi mediante el Plan Conintes. Su encarcelamiento generó un escándalo internacional y una condena de la OIT contra el gobierno argentino.

Al comienzo de la gestión Frondizi se desempeñó como secretario de Transporte el doctor Alberto López Abuín, especialista en transporte, defensor del ferrocarril. Propuso, en febrero de 1958, una política de modernización que incluía la incorporaración de material rodante nuevo, buscando de esta forma mejorar el transporte de cargas a través del ferrocarril, haciéndole ganar terreno frente al avance del tráfico automotor que se experimentaba en el país. Este plan requería una inversión muy alta y un plazo de aplicación que era demasiado largo para la vacilante política del presidente. Abuín renunció a su cargo en mayo de 1959.

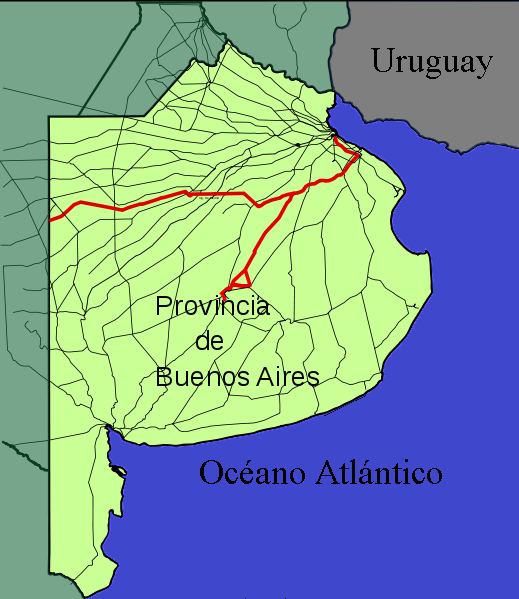
El ex Ferrocarril Provincial de Buenos Aires, los ramales a Olavarría y Mira Pampa fueron clausurados en 1961.

El ministro de economía Álvaro Alsogaray, alegando la necesidad de eliminar el déficit, aumentó las tarifas y, en menor medida, intentó modernizar el sistema ferroviario.Tanto él como Constantini tuvieron que renunciar a sus cargos en abril de 1961, con lo cual poco de esa política se pudo practicar.

Dejando de lado propuestas como la revalorización de la tracción a vapor —propulsada por el ingeniero Livio Dante Porta— el ministro de Obras Públicas Alberto Constantini y el ministro de Hacienda Álvaro Alsogaray buscaron principalmente disminuir el déficit fiscal a través de un aumento de tarifas y, en menor medida, persiguieron la modernización del sistema ferroviario. Alsogaray viajó a los Estados Unidos para acordar la llegada del general Thomas Larkin a la Argentina, donde tenía que hacer un estudio de los transportes, por cuenta del Banco Mundial. Larkin había sido el responsable de la modernización de los ferrocarriles en Francia, Alemania Federal y Japón.
El informe reveló que el 75% de las locomotoras y el 50% de los vagones se encontraban en muy malas condiciones y un 60% de los rieles, locomotoras a vapor y vagones tenían más de 40 años de antigüedad. El porcentaje de durmientes en malas condiciones era del 75% del total de la red. El 66% de las vaporeras tenía más de 45 años y gran parte de las 706 unidades diésel se encontraba fuera de servicio por mala conservación o carencia de repuestos.
El Plan Larkin, contemplaba la racionalización de 15 000 km de ramales improductivos, una tercera parte de la red total en ese momento, el despido de 60 000 empleados ferroviarios a través de jubilaciones anticipadas, retiros voluntarios, y traspasos a cooperativas además del cierre de 12 talleres, la reducción a chatarra todas las locomotoras a vapor, al igual que 70 000 vagones y 3000 coches, con la idea de que se comprase todo esto en el mercado exterior y se modernizase de una vez la red ferroviaria, ya sea renovando los rieles o renovando el material rodante, los cuales se encontraban en pésimas condiciones.  El Plan era ambicioso porque requería una inversión de US$ 1500 millones (no actualizados) y debido al largo plazo de su implementación, a lo largo de una década. La supresión de ramales tendría que realizarse a lo largo de 5 años y solo luego de construir las rutas pavimentadas que reemplazaran a los ramales clausurados. El informe indicaba específicamente que tenía que realizarse de manera escalonada de manera de no disminuir la oferta de transporte.  Se eliminarían las locomotoras a vapor y reemplazarían con diésel, también se darían de baja los vagones y coches de madera, utilizando solo vehículos metálicos.  Una sección clave del Plan Larkin era la renovación en la operatoria ferroviaria en distintas categorías de pasajeros y cargas para mejor aprovechamiento del material rodante. Los cuadros gremiales se opusieron fervientemente al enterarse del plan que incluía el despido de empleados y la supresión de ramales. La crisis política del momento hizo que Alsogaray y Constantini tuvieran que renunciar a sus cargos en abril de 1961. Cuando finalmente fue presentado el Plan Larkin, Frondizi estaba a días de ser derrocado, nunca hubo puesta en marcha del plan ni se obtuvieron los créditos externos para hacerlo. Las clausuras de ramales del año 1961 no fueron producto de las sugerencias del informe, sino del enfrentamiento del gobierno con los gremios, la prueba es que algunos ramales clausurados recomendaban ser mantenidos por el plan, y el resto fue cerrado sin la construcción de caminos alternativos.
Sin embargo se llegó a instalar en la ciudad de Córdoba Fiat-Materfer la primera fábrica de material rodante en América Latina, que al cabo de dos años llegó a manufacturar 300 coches para pasajeros, 500 coches motor y 150 coches eléctricos. La empresa Fiat de Ferreyra construyó 200 motores diésel para locomotoras, mientras que Siam Di Tella se encargaba de armar la instalación eléctrica. Para los ramales eléctricos se importaron coches Toshiba.
Con Arturo Acevedo como ministro de Obras Públicas se comenzó a poner en práctica la recomendación de modernización de locomotoras. En junio de 1961 se incorporaron nuevos trenes diésel al servicio suburbano del Ferrocarril General Roca, con lo cual muchos maquinistas y foguistas de locomotoras perdieron sus empleos. Acevedo era partidario de eliminar todas las líneas que tuvieran déficit, como fue el caso de las del ferrocarril provincial bonaerense, que al ser de una trocha demasiado pequeña (1000 mm) no era capaz de llevar mucha carga o transportar un gran caudal de pasajeros. La clausura de los ramales ocasionó que los gremios convocaran a diferentes huelgas, entre ellas, una de 42 días que se inició el 1 de agosto de 1961, oponiéndose tanto a los despidos como al desguace de material rodante. Sin embargo, al término de la huelga, ningún ramal que había sido cerrado fue finalmente rehabilitado.

## Breve reactivación

### La gestión del General De Marchi (1968-1971)

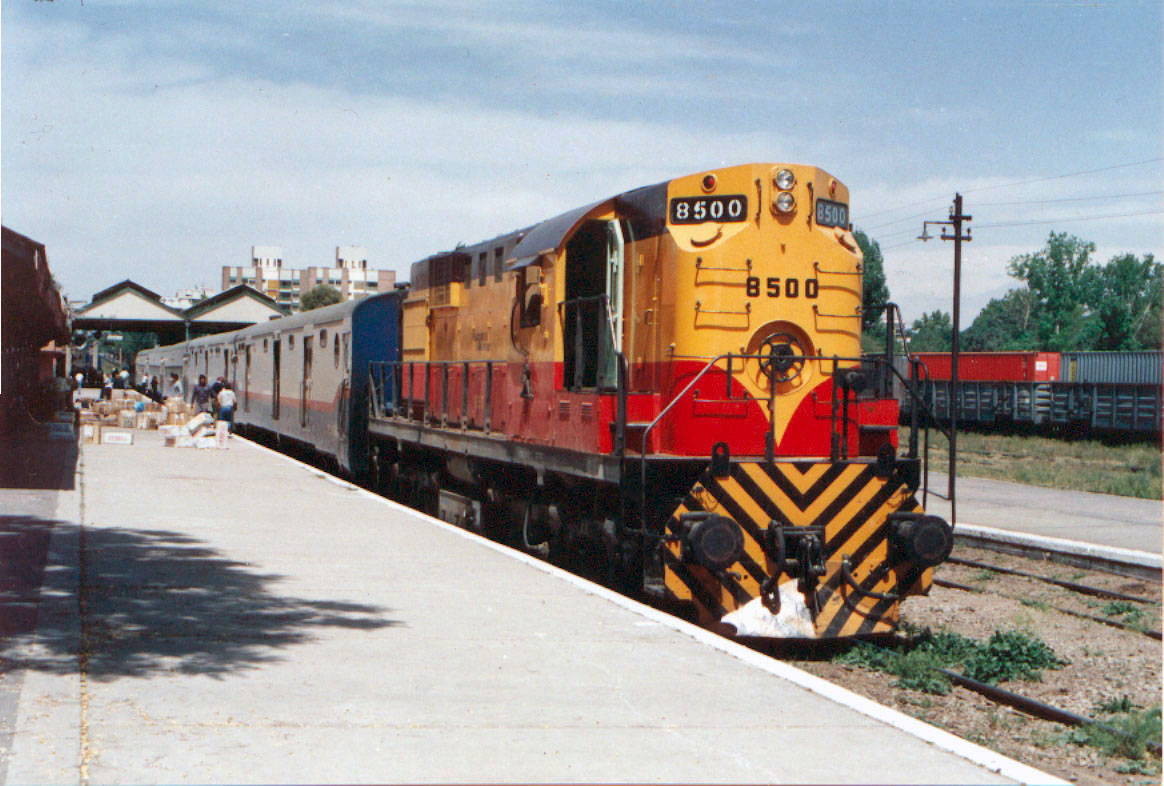
Tren Aconcagua en Estación Mendoza, este tren realizaba el servicio Buenos Aires-San Juan.

Durante la presidencia de Arturo Illia, luego de la breve dictadura encabezada por José María Guido entre 1962 y 1963, se reducen los cierres de los ramales y se planifica un mejoramiento de la red ferroviaria. En 1967, luego del golpe de Estado que había derrocado a Illia el año anterior, asumió la presidencia de EFEA el general Juan Carlos De Marchi, cargo que ocuparía hasta marzo de 1971, quien pondrá en marcha un profundo plan de modernización e inversión en la red ferroviaria que contemplaba un desembolso de 850 millones de dólares en un plazo de cinco años.
Tres años más tarde pasó a retiro del servicio activo, y dejó Ferrocarriles Argentinos para desempeñarse como embajador en Lima, donde en julio de 1972 fue condecorado con la Gran Cruz de la Orden El Sol de Perú, distinción instituida en 1821 por el general José de San Martín.
La empresa en 1968 adoptó el nombre y logotipo de Ferrocarriles Argentinos. Ese mismo año De Marchi presidió el Congreso Panamericano de Ferrocarriles, realizado en Buenos Aires, y al año siguiente fue elegido secretario general de la Asociación Latinoamericana de Ferrocarriles (ALAF).
El Decreto-Ley 18.360 de 1969 reglamentó el funcionamiento de la empresa bajo la órbita de la Secretaría de Transporte, estableciendo su objeto como «[...] la operación de los ferrocarriles de propiedad nacional».
Tras esta buena experiencia y para estandarizar repuestos, a comienzos de los años 1970 Ferrocarriles Argentinos decide encargar al consorcio Japonés Marubeni. En mayo de 1974 fueron radiadas todas las formaciones anteriores, con lo cual la línea Urquiza perdió su clásico aspecto de «tranvía suburbano», para convertirse en un verdadero ferrocarril.

#### El expreso Buenos Aires-Tucumán
Para que el Expreso Buenos Aires - Tucumán pudiera correr por la vía principal del Ferrocarril General Bartolomé Mitre, fue necesario realizar arduos trabajos de readecuación de la infraestructura existente por algo más de dos años. Las obras concluyeron el día 6 de septiembre de 1969, dando paso a la inauguración del servicio, que en solamente 14 horas 58 minutos, lograba unir los 1156 km que separaban a la Capital Federal con Tucumán. A bordo, el viajero podía disfrutar de un espléndido restaurante, servicio súper pullman con música ambiental, dormitorios que se convertían en coquetas salitas de estar, aire acondicionado en todo el tren, y atención permanente.
En aquel entonces, el Expreso Buenos Aires Tucumán figuraba entre los servicios más suntuosos del mundo. Concebido para usuarios exigentes, se convirtió en una de las realizaciones más positivas que hizo Ferrocarriles Argentinos.
Entre las obras que fueron necesarias para su realización figuraba la renovación de vías a lo largo de 357 kilómetros en la provincia de Santiago del Estero, en la vía cuádruple de Retiro a Empalme Maldonado y la vía doble entre éste y José León Suárez así como también diversos mejoramientos a lo largo del recorrido: El trabajo de impregnación de durmientes en Villa Constitución, la voladura de la roca en las canteras de Alta Gracia (Córdoba), el incansable trabajo en los talleres de coches de Rosario, la remodelación de coches Hitachi en los talleres ferroviarios de Junín, la adquisición de flamante material a Fiat Concord (MATERFER), la remodelación de estaciones con el mejoramiento de jardines y parques, pasos a niveles, puentes, puntas de cambios, señalamiento, la construcción de amplios andenes, la puesta en funcionamiento de una cinta transportadora de equipajes en Retiro, la colocación de carteles indicadores automáticos de la ubicación de los coches (en Retiro, Rosario, La Banda, Tucumán), la construcción en Retiro y en Tucumán de plantas lavadoras de coches y la habilitación de nuevas boleterías de venta pasajes de larga distancia y venta anticipada.[cita requerida]
En 1974 FA lanzó un nuevo plan de obras en las cuales se renovaron 90 pasos a nivel en los centros más importantes de las líneas principales. Así mismo, levados índices de rendimiento, que a corto plazo permitirán incrementar la producción de piedra balasto de 36 000 toneladas a 300 000 toneladas anuales, el aspecto de las Canteras de Alta Gracia del Ferrocarril General Mitre, representa una etapa concreta y positiva que se complementa coordinadamente con muchas otras realizaciones paralelas, son restauradas más de 500 vagonetas diarias, totalizando 900 toneladas de hierro producidas para la renovación de vías, basado en la experiencia obtenida en ese orden en países de avanzada técnica.

## Laracionalizaciónde Martínez de Hoz
Hacia 1976, se habían suprimido 3000 km del sistema ferroviario, con lo que la extensión de la red bajó a 41 463 km. Ese año, el poder es asumido por el autodenominado Proceso de Reorganización Nacional y sus técnicos comenzaron a gestar otro duro golpe para el sistema ferroviario: la supresión de otros 6300 km de vías, el cierre de talleres, así como la eliminación del 50% de los servicios de pasajeros y del 40% del personal. Ello provocó una gran crisis que tornó más ineficiente el transporte por ferrocarril.
En síntesis, durante la gestión del ministro de Economía José Alfredo Martínez de Hoz (1976-1981):
- Se clausuraron aproximadamente 10 000 km de vías (Reducción del 23 %)
- Se clausuraron 1000 de las 2400 estaciones (Reducción del 43 %)
- Se redujo a la mitad los 30 .500 trenes × kilómetro hora de pasajeros que funcionaban en el país.
- El personal fue reducido de 156 000 a 96 000 empleados (Reducción del 40 %)

Entre 1976 y 1980, la red ferroviaria fue reducida de 41 463 a 31 113 kilómetros, de acuerdo al siguiente esquema:
- Línea Domingo F. Sarmiento 4058 km
- Línea General Mitre 5490 km
- Línea General Roca 6827 km
- Línea General San Martín 4523 km
- Línea General Urquiza 2741 km
- Línea General Belgrano 10474 km

Según estudios realizados en 1980, se aconsejaba clausurar por ser comercialmente no convenientes 14 055 km, así como desmantelar otros 9878 km, lo que hace un total de 23 923 kilómetros. La extensión de las líneas existentes quedaría de la siguiente manera:
- Línea Sarmiento 2916 km
- Línea Mitre 3776 km
- Línea Roca 5264
- Línea San Martín 2259
- Línea Urquiza 1416
- Línea Belgrano 8302 km

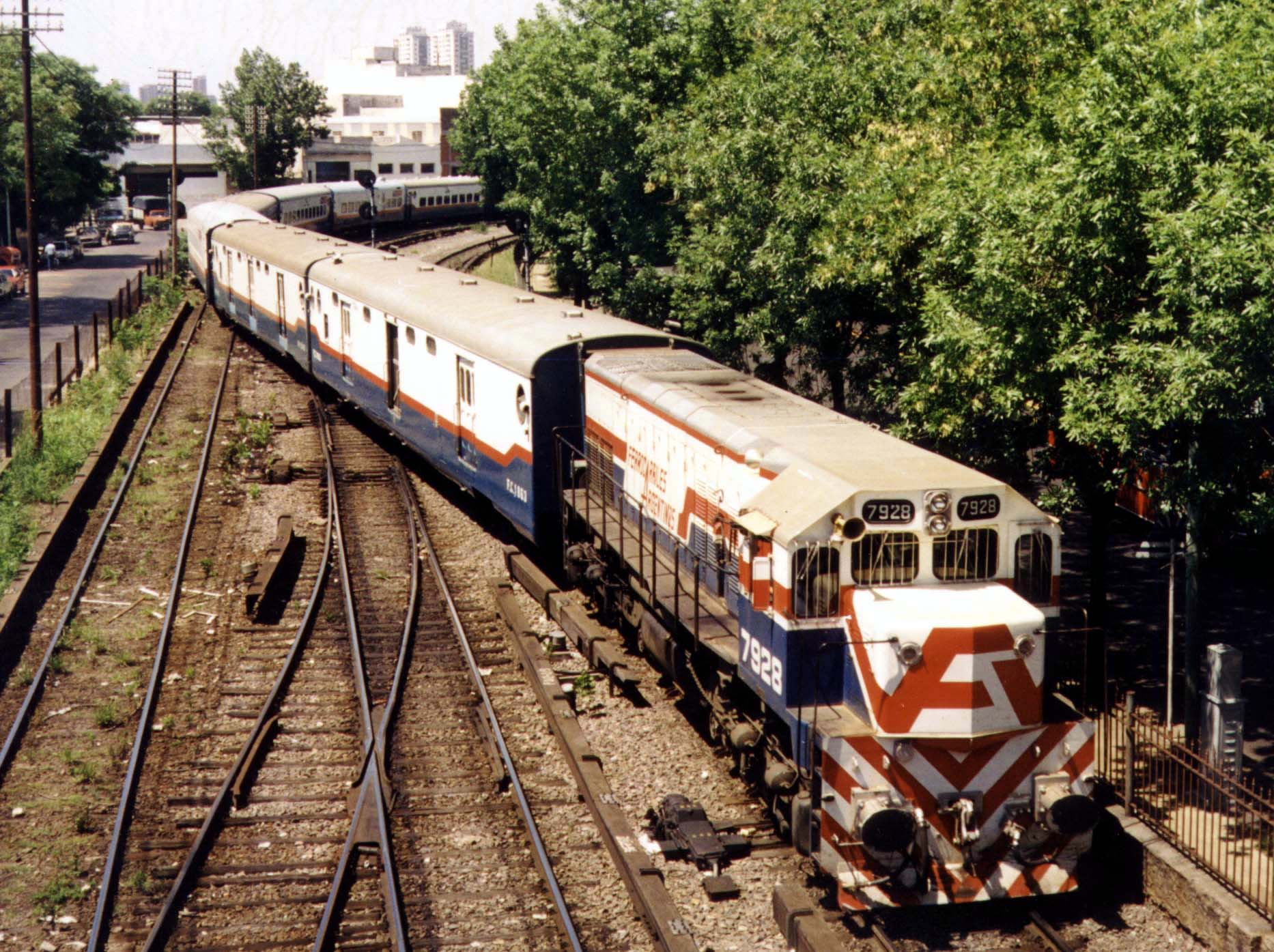
El «Gran Capitán», del Ferrocarril Urquiza, realizaba el trayecto Buenos Aires-Posadas.
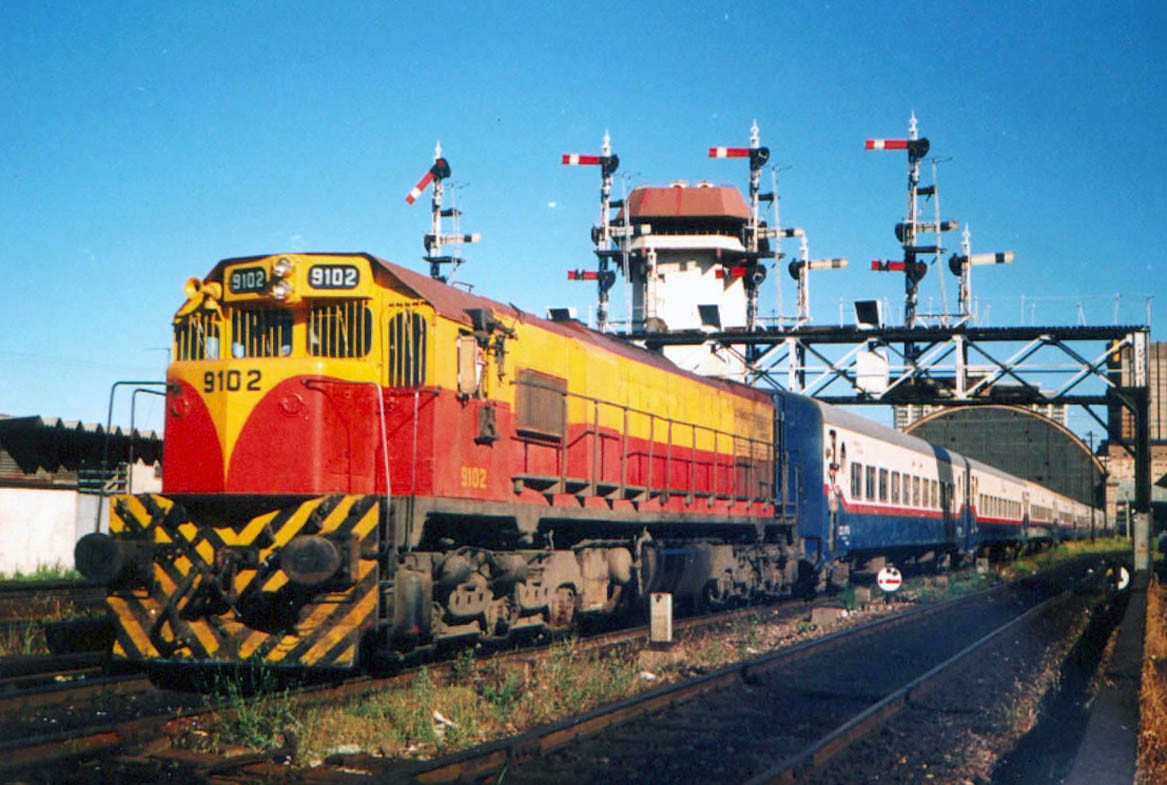
El «Estrella del Norte», del Ferrocarril Mitre, realizaba el trayecto Buenos Aires-Tucumán.

El panorama para los primeros años de la década de 1980 fue de una red férrea sumamente reducida, con cientos de pueblos especialmente del interior que quedaron desconectados de la red y en muchos casos aislados de las grandes urbes sin ninguna otra alternativa de transporte. Aunque medidas de reducción de la estructura ferroviaria se venían aplicando desde comienzos del plan Larking, bajo el mismo motivo de déficit descomunal. La diferencia del plan ejecutado por de la dictadura con cualquier otro aplicado previamente es que se aplicó conjuntamente con un fuerte aparato represivo que inmovilizó al movimiento obrero ferroviario. Sin embargo, a pesar de las medidas implementadas de ajuste sobre el ferrocarril los problemas tales como: el déficit, la disminución de la participación del ferrocarril en el trasporte de carga y de pasajero, la renovación del material rodante entre otros, no lograron ser resueltas, sino por el contrario, se agravaron con el correr de los años.

## La situación heredada por el gobierno de Alfonsín
El posterior gobierno democrático de Raúl Alfonsín, mantuvo los servicios en marcha e incorporó otros nuevos. Dentro de los últimos logros de Ferrocarriles Argentinos, cabe destacar la culminación de la electrificación del ferrocarril General Roca. Dicho proyecto se remontaba a junio de 1978 cuando se firmaron los primeros contratos que apuntaban a la modernización de las líneas urbanas de este importante ferrocarril.
La electrificación del Ferrocarril Roca requirió la incorporación de nuevos y modernos coches japoneses y nacionales fabricados bajo diseño de Toshiba. Los gobiernos de Argentina y Japón, representados entonces por la empresa Ferrocarriles Argentinos y la Agencia de Cooperación Internacional del Japón (JICA), firmaron en 1985 un Convenio de Cooperación Técnica de cinco años de duración, posibilitando la creación y el funcionamiento del Centro Nacional de Capacitación Ferroviaria (CENACAF).
Entre 1983 y 1985, el directorio de FA fue el mismo que se habían hecho de la empresa estatal en el último año de la dictadura, hasta que fue intervenida en 1985. En materia ferroviaria, el gobierno radical presentó un plan que allanaría el camino a la privatización, bajo el nombre de Plan Madanes, una reedición del Plan Larkin en tiempos de Frondizi. A finales de 1986, el gobierno encomendó a Manuel Madanes la elaboración de un plan para reducir la planta ferroviaria en unos 65 000 agentes. La dura oposición sindical, sumada a la fuerte derrota radical en las elecciones legislativas y provinciales de 1987 lograron frenar la avanzada privatizadora. Rodolfo Terragno fue nombrado ministro de Obras y Servicios Públicos de la Nación, el Plan Madanes fue recogido por Rodolfo Terragno con el proyecto de Ferrocargo. Las unidades de tráfico (ut) habían descendido de 23 300 millones en 1979 a 19 100 en 1989. Posteriormente, Terragno sería denunciado por el desfalco de 3500 millones de australes durante la intervención de FA y acusado de recibir coimas por favorecer a empresas privadas para privatizar la red.
1 - El aporte del Estado se cuadriplicó.
2 - Las tarifas aumentaron entre 25 y 95 por ciento.
3 - La red fue entregada en condiciones de desarrollar una velocidad promedio de 55 kilómetros por hora (pasajeros – carga), en la actualidad no llegan al 20 por ciento de esa velocidad promedio, sin frenar el deterioro y el abandono en la conservación y mantenimiento de vías.
4 - Las cánones comprometidos por los concesionarios no fueron abonados, al contrario, se prorrogó y se les refinanció por 16 años, el valor estimado más de 270 000 000 de pesos.
5 - El material rodante sufrió igual deterioro que la red.
6 - Desaparecieron 85 000 empleos directos y 30 000 indirectos-proveedores del Estado.
López y Waddell en 2007 sintetizaron la polìtica ferroviaria radical en 3 etapas: 
- Primera etapa: fue una continuidad de la política aplicada en tiempos de

dictadura donde se profundizaron sus efectos negativos, por ejemplo, no se rehabilitaron ramales y talleres clausurados clausurados (a
excepción de Tafí Viejo). Tampoco, se reincorporaron en su mayoría a trabajadores despedidos, cesanteados o puesto en prescindibilidad por el gobierno militar.
- Segunda etapa: fue un intento de privatizar ciertos servicios ferroviarios con el Plan Madanes que si bien fracasó y no llegó a implementarse, dejó sentado cuales serían los márgenes de solución que manejaba la clase política para enfrentar los problemas del sistema ferroviario.
- Tercera etapa: fue el proyecto de integrar a capitales privados y estatales conocido como Ferrocargo, al igual que el Plan Madanes fracasó y no paso de su etapa de proyección.[33]

### Estudio preliminar de 1988
En 1988, aún durante el gobierno de Raúl Alfonsín, se inició un trabajo propulsado por la Secretaría de Transporte denominado: «Análisis de la incorporación de capital privado a los Ferrocarriles Argentinos», el proyecto se desarrolló en el marco de la PNUD.
La modernización y reactualización del sistema ferroviario requería la constitución de una autoridad Federal de Tráfico, dependiente de la Secretaría de Transporte. Esta Autoridad Federal tendría como función la coordinación de las corridas de trenes y sería la voz de los operadores privados, que contarían a su vez con un representante en esta autoridad. La Autoridad Federal sería la encargada de determinar las prioridades y responsabilidades en caso de demoras, retrasos o prestaciones inadecuadas de los servicios.
Con respecto a la incorporación de capital privado, que se propiciaba en el informe del Ministerio de Obras y Servicios Públicos, se veía conveniente por los siguientes motivos: permitiría un mejoramiento del capital físico del sistema ferroviario y una mayor eficiencia en la gestión comercial empresaria. 
Para la incorporación del capital privado se habían estudiado las siguientes posibilidades:
- Privatización de todo el sistema ferroviario.
- Formación de una sociedad mixta estatal-privada.
- Subdivisión de la actual empresa en seis empresas (una por cada línea existente)
- Formación de empresas por regiones.

Para el transporte de cargas se recomendaba establecer con los privados acuerdos de concesión de determinados ramales. En el transporte de pasajeros, el problema clave a resolver resultaba el del tránsito entre la Capital y los partidos del Gran Buenos Aires, donde se había perdido confiabilidad y seguridad, el problema más grave lo constituía la línea Sarmiento, donde se producían graves y frecuentes accidentes en la zona oeste por sus muchos pasos a nivel. En general el estudio aconsejaba la electrificación de los ramales como el del San Martín (de Retiro a Pilar), y como el Ferrocarril General Belgrano (entre Retiro y Villa Rosa). El objetivo de la DEP, era direccionar el poder de compra de todas las Empresas del Estado: Aerolíneas, Ferrocarriles, Flota Mercante, Flota Fluvial, YPF, Aguas y Energía, Teléfonos, Puertos y así con las otras.
Los representantes de esa Dirección se transformaron en un Holding para estatal, que alentaba la cartelización de los proveedores del propio Estado. Integraron dicho “Holding” primariamente, Enrique Olivera y Ramos Mejía (representando al grupo Macri, Finamérica), Miguel Roig (Grupo Bunge y Born) y Carlos Tramutola (Grupo Techint). El dinero recaudado y el aportado por el Estado serían controlados por los privados a través de la DEP creada por el ministro de Obras y Servicio Público, Rodolfo Terragno.
Al tiempo, Terragno anuncia su plan: que consistía en partirla en cuatro empresas: Ferrocargo, Ferrotur, Metropol y Ferrocarriles Argentinos. Lo restante, en tanto, sería ofrecido a Techint, Loma Negra, Socma y City Bank, bajo la batuta de Lou Thompson, consultor del Banco Mundial para América Latina. Endeudamiento externo de U$S 700.000.000, mientras que la red operable se redujo a menos del 25 por ciento. el caso ferrocarriles, éstos, no trataban de privatizarlos sino solamente la parte recaudadora y presupuestaria. el dinero recaudado y el aportado por el Estado serían controlados por los privados a través de la DEP. Se crea este organismo con la excusa de coordinar los aspectos económicos y racionalizar el monto y uso de las asignaciones, y orientar las compras de todas las empresas del Estado.
El primer director es Enrique Olivera -ex intendente de la ciudad de Buenos Aires, diputado por el ARI en la legislatura.

### El gobierno de Menem

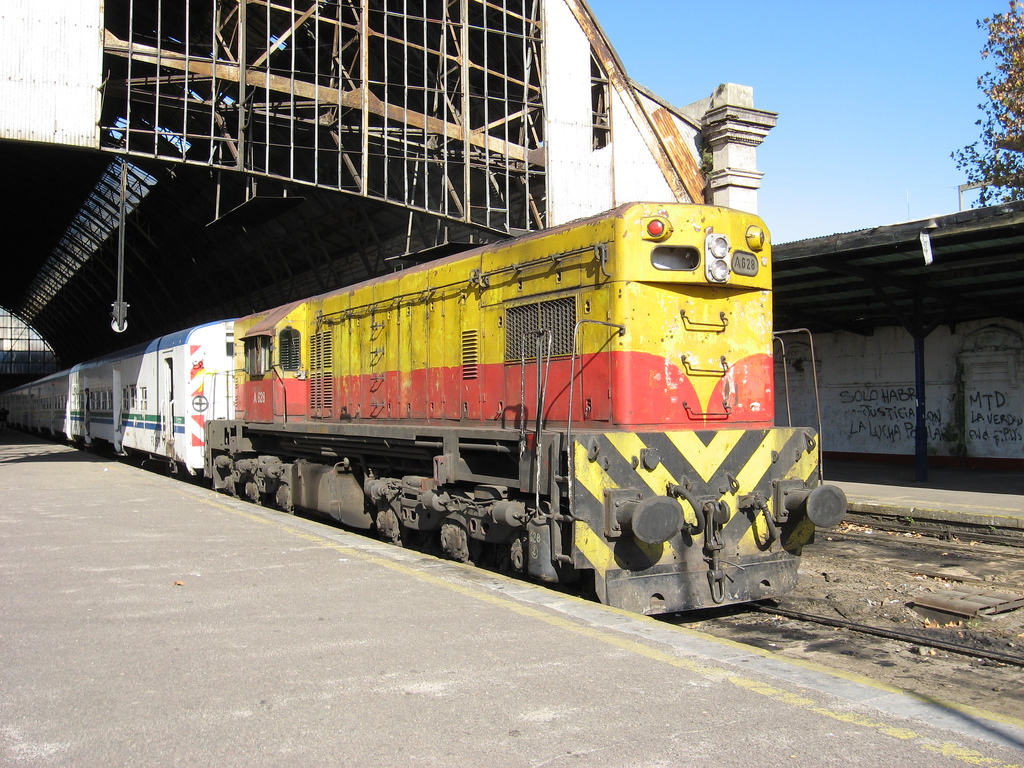
Tren saliendo de la estación La Plata, ya administrado por la empresa Metropolitano. Obsérvese el estado general de la infraestructura.

Para fines de los años 1980 la situación de los ferrocarriles argentinos era ya muy negativa con respecto al estado general del sistema y de las posibilidades de revertir el deterioro, sin impulsar una reforma profunda.
La nueva administración que asumió el gobierno en 1989 se encontró con que la empresa tenía un abultado déficit económico-financiero. La cantidad de toneladas-kilómetro transportadas por Ferrocarriles Argentinos experimentaron una gran declinación entre 1970 y 1990: se pasó de 13 500 millones de toneladas por kilómetro a solo 7500 millones, casi una reducción del 55%. El transporte de cargas por ferrocarril representaba solo el 12% del total. 
Tanto la infraestructura, como el material rodante y el personal presentaban grados de insuficiencia. La cantidad de locomotoras resultaba insuficiente para atender la demanda. Los coches y vagones tenían escasa aptitud comercial por su diseño y antigüedad, habiendo superado muchos de ellos los años estimados de vida útil, por tanto su mantenimiento se hacía cada vez más elevado. Los recursos humanos, por su parte, resultaban, excesivos y mal distribuidos. Se estimaba que uno de los principales problemas de la empresa era la magnitud de su infraestructura y la multiplicidad de servicios, lo que generaba una difícil regulación y distribución de los limitados recursos disponibles. En 1992, cuarenta y cuatro años después de su nacionalización, los ferrocarriles volvieron a manos privadas. Antes de concretar aquel traspaso, hubo despidos masivos para adaptarse a las exigencias de los nuevos concesionarios. Tan solo en la línea del ramal Bartolomé Mitre había, en 1992, 7000 trabajadores. Cinco mil fueron empujados al retiro voluntario. Fue un despiadado aporte a los crecientes índices de desocupación nacional.
La nueva administración estableció que Ferrocarriles Argentinos debería privilegiar los servicios comerciables viables, mientras que los tramos no rentables (pero socialmente necesarios) serían compensados por subsidios gubernamentales.[cita requerida]
El Estado se fijó como uno de sus objetivos políticos el de reducir el abultado déficit de la empresa, reorientando a otros sectores y dando de baja al personal sobrante o subutilizado.

## El fin de la empresa

### Introducción al proceso

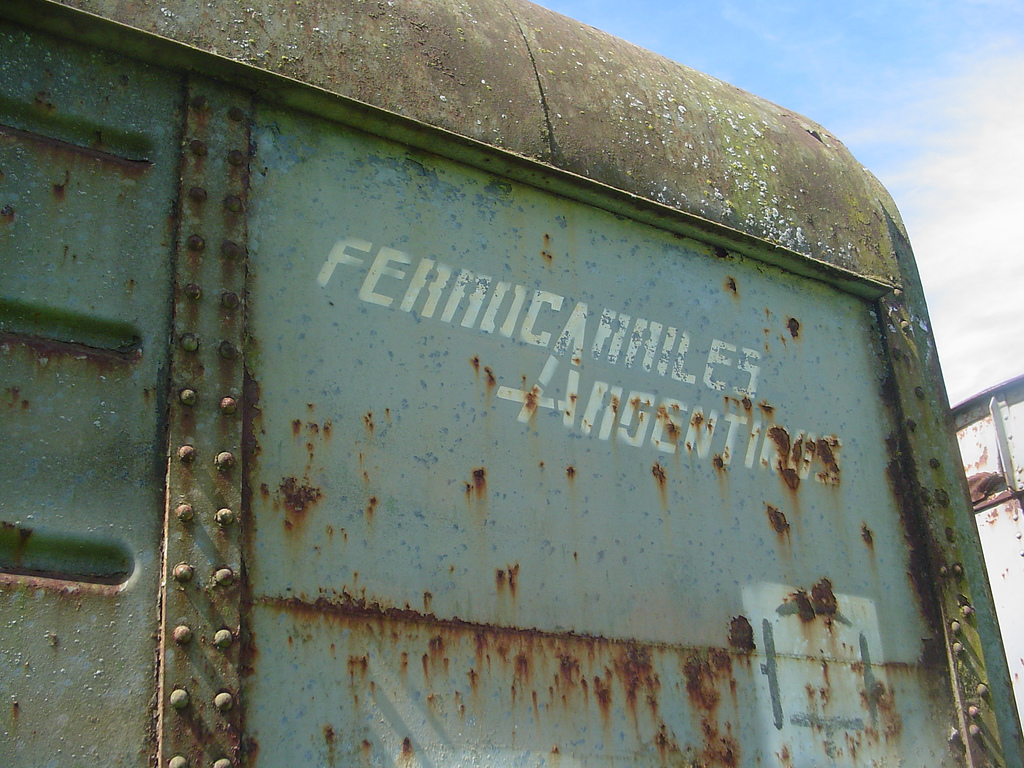
Viejo vagón de carga donde se aprecia el logo de Ferrocarriles Argentinos.

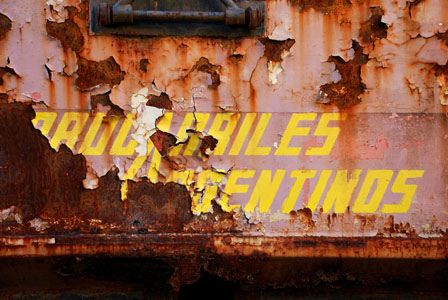
La cancelación de servicios derivó en abandono.

La situación de los Ferrocarriles Argentinos para principios de los años 1990 no difería del de otras empresas públicas colapsadas como ENTel (Argentina) (Empresa Nacional de Telecomunicaciones) y Segba (Servicios Eléctricos del Gran Buenos Aires).
El déficit crónico que producía el sistema ferroviario ascendía a 355 millones de dólares anuales o sea, aproximadamente, 1 millón de dólares diarios, lo que fue calificado por los funcionarios como «insoportable» para el Tesoro. [cita requerida]Se inició así una vasta campaña publicitaria en los medios radiales, televisivos y escritos, fomentando el traspaso a manos particulares. El éxito de las apelaciones propagandísticas convenció al público en general que esto se solucionaría con la privatización de los servicios, y encima se dejaría de perder cantidades siderales de dinero diariamente.
El 17 de agosto de 1989, con la sanción de la ley n.º 23.696 (Ley de «Reforma del Estado») concluía un ciclo histórico en la Argentina dando paso a otro con la privatización de una serie de actividades económicas y productivas. Dicha Ley autorizaba al presidente a declarar en «estado de emergencia» la prestación de servicios públicos y cualquier tipo de empresa, sociedad o entidad que tuviese participación parcial o total del Estado, con el objetivo de proceder a su posterior privatización (total o parcial) o liquidación. Ferrocarriles Argentinos fue declarada por el Estado como: «sujeta a privatización». Ese mismo año, a través del Decreto №N 666/89, se fijaba la norma específica para las actividades ferroviarias.
Álvaro Alsogaray (impulsor del Plan Larkin en 1961), referente de la centro-derecha a través de la UCD, sostenía por aquel entonces que «Achicar el estado es agrandar la Nación».
«Ramal que para, ramal que cierra», dijo el presidente Carlos Menem en noviembre de 1989 y así fue. Pero no solo se trataba de desactivar un medio de transporte sino que en líneas como las del Ferrocarril Belgrano quedaron sin recibir el «tren aguatero» unas 43 estaciones. «Pueblo sin tren, pueblo que muere» respondieron las ciudades y el interior de la Argentina, con protestas de distinta intensidad.
Con las primeras clausuras decretadas por el Gobierno en 1990, numerosas localidades del país quedaron aisladas. Los pobladores más viejos se quedaron a sobrevivir y los más jóvenes se fueron en busca de un futuro mejor. Esto ocurrió con La Banda en Santiago del Estero, Laguna Paiva y San Cristóbal en Santa Fe o Navarro y Las Marianas en Buenos Aires, para citar solo algunas. Con la desaparición del tren sanitario también se perdió el servicio que se prestaba en las campañas contra el mal de Chagas, los planes de vacunación y la lucha contra la langosta.
En 30 años se habían perdido 275 millones de pasajeros. En 1960 se transportaban 539 millones de personas, mientras que para 1990 solo se transportó 264 millones.
Entre los años 1991 y 1992, para fomentar el traspaso a manos privadas, se llevó a cabo una abrupta política basada en la desinversión y falta de programación, que se tradujo en sistemáticas cancelaciones de servicios, tanto locales como de media distancia, a Rosario por ejemplo, se cancelaban servicios por falta de locomotoras. En las líneas San Martín y Roca llegaron a circular trenes locales traccionados con solo dos coches de pasajeros, en pésimo estado y sin horario fijo. E[cita requerida]sto se sumó a paros «sorpresivos» de las entidades gremiales, lo que en los servicios de larga distancia traía aparejado que la gente quedara varada a mitad de camino, como por ejemplo en Bahía Blanca si uno se dirigía desde la Capital hacía Neuquén y Bariloche, o en Rosario en los servicios de Retiro a Tucumán. En el último año de gestión estatal llegó a haber 239.000 trenes cancelados y demorados. Esta situación provocó que cuando se decidió desarticular lo que quedaba de la red, la gente no reaccionó rechazando la medida, sino que lo aceptó mansamente. La estrategia había dado resultado.
En virtud del Decreto n.º 520/91 se creó una nueva empresa como desmembración de Ferrocarriles Argentinos, Ferrocarriles Metropolitanos Sociedad Anónima (FEMESA), que comenzaría a dedicarse a la administración, operación y racionalización de servicios en el área metropolitana de Buenos Aires. Ferrocarriles Argentinos, por su parte, continuaba a cargo del transporte de cargas (cuya privatización ya se estaba gestando) y pasajeros en los tramos de mediana y larga distancia en un esquema de emergencia, con horarios reducidos. Para aquel entonces, el Decreto No 1168/92 ya propiciaba el traspaso de este último servicio a las provincias.
Durante los primeros meses del gobierno de Menem existieron serios desacuerdos entre el Ministerio de Obras y Servicios Públicos —responsable del programa de privatización— y la línea gerencial de Ferrocarriles Argentinos, que realizó intentos de preservar el interés de la empresa en el convencimiento de que continuaría existiendo. La empresa defendía la continuidad de varios servicios de larga distancia y su derecho a utilizar las líneas de carga a entregarse en concesión, compitiendo con los privados. Sin embargo, el Ministerio impuso con asistencia del Banco Mundial el principio de concesiones integradas verticalmente, lo que resultó en la exclusión de FA de la actividad y la repartición de sus activos entre las empresas privadas. Para mediados de 1990 se firmó un memorando entre el Ministerio, la empresa y el Banco Mundial que estableció las pautas generales del programa de reestructuración, "el primer documento oficial que planteó la posibilidad de que FA dejara en los hechos de correr trenes".

### Red de cargas

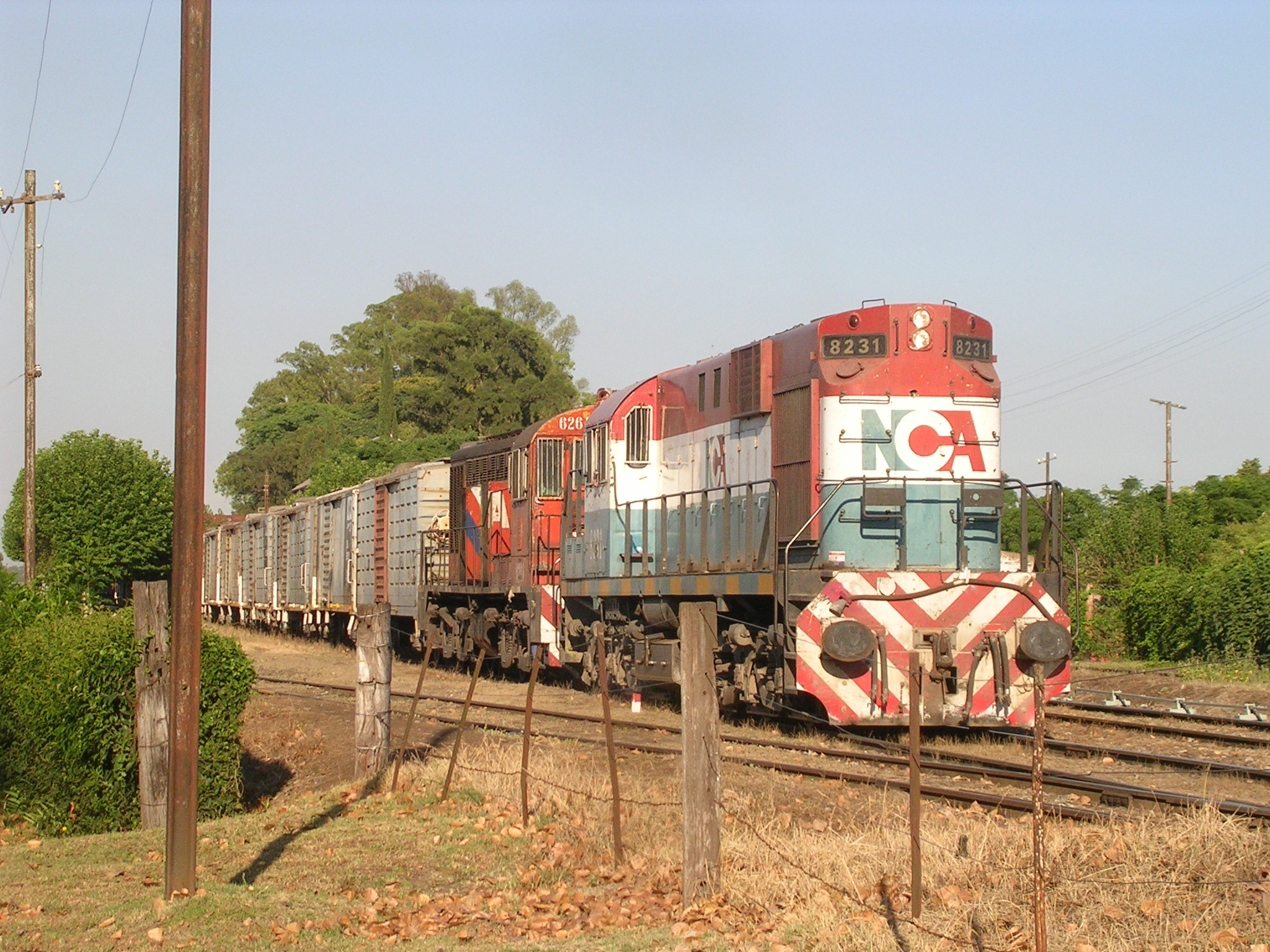
Tren de cargas, del Nuevo Central Argentino.

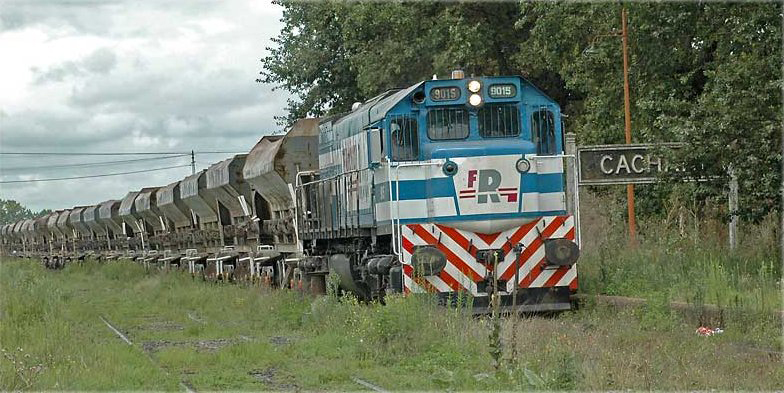
Carguero de Ferrosur Roca.

A fin de poner en marcha el proceso de concesión, el Estado constituyó un «Grupo de Apoyo Ferroviario», constituido por exfuncionarios de Ferrocarriles Argentinos. Este grupo subdividió a la empresa en sectores que de acuerdo a sus condiciones y características económicas fueran similares. En los contratos previos se estipulaba los recursos que ofrecía el Estado al concesionario. Entre dichos recursos se detallaban los kilómetros de red ferroviaria, las locomotoras y vagones y el personal. La concesionaria, al hacerse cargo del ramal, por su parte, establecía un plan de inversiones en infraestructura y material rodante[cita requerida]. Detallaba que porcentaje del personal ofrecido por el Estado seguiría a su cargo. En los contratos se incluyó una estimación del transporte para los próximos años y el monto del canon que debería pagar la concesionaria al Estado. El valor del canon fue calculado teniendo como valor comparativo el esperable de acuerdo con el tráfico del mejor año de Ferrocarriles Argentinos.
Los beneficios para el concesionario se encontraban en la libertad tarifaría (ya que los contratos estipulan un límite inferior y uno superior) y la plena capacidad para elegir personal jerárquico y realizar los cambios estructurales que juzgara necesarios en la empresa. A su vez, de acuerdo con su criterio, el concesionario tenía la facultad de fijar tarifas especiales o reducidas, pero sin afectar a los potenciales usuarios de manera discriminatoria; es decir que estos deberían tener un trato igualitario. La concesión no podría delegarse ni en un todo ni en parte, sin un permiso explícito de las autoridades nacionales. El plazo se extendía por 30 años, aunque podía ser prorrogable por un lapso de 10 años más. Finalmente se estableció que el material rodante una vez dejado de utilizar por la concesionaria debía ser devuelto a la empresa del Estado. A sí mismo las inversiones efectuadas por el concesionario, una vez terminada la concesión, quedarían también a cargo del Estado y pasarían a su propiedad.
Dentro del tráfico de carga el gobierno argentino determinó zonas declaradas de particular interés por su tráfico, ya sea actual o potencial. El primer sector definido fue el corredor Rosario-Bahía Blanca, con una estimación de un transporte de 2.000.000 de toneladas por año y 5.300 k de extensión. La línea Urquiza, con una extensión de 2.700 k y un transporte estimado de 1.200.000 toneladas anuales. El tercer sector lo constituyó la línea Mitre, con 4.800 k de extensión y 2.500.000 toneladas transportadas (además de posibilidad de tránsito de pasajeros) y el cuarto sector lo conformaron las líneas del ferrocarril San Martín de 4.700 k de extensión.
Los concesionarios que se constituyeron en aquel momento fueron:
La mayor parte del Ferrocarril Roca fue dado en concesión a Ferrosur Roca S.A., mientras que el San Martín quedó en manos de BAP S.A. (Buenos Aires al Pacífico S.A.); gran parte del Sarmiento fue concesionada a FEPSA (FerroExpreso Pampeano S.A.) y el Urquiza fue concesionado a Ferrocarril Mesopotámico S.A. Por su parte, el Ferrocarril Mitre fue dado en concesión a la empresa Nuevo Central Argentino. Solo el servicio de cargas en el Ferrocarril General Belgrano, no encontró interesados en su explotación, por lo que se constituyó la empresa Ferrocarril General Belgrano S.A. (FGBSA), bajo la administración estatal, con el fin de realizar inversiones para un posterior intento de privatización. Entre 1997 y 1999 los servicios de FGBSA fueron concesionados a Belgrano Cargas S.A., propiedad de la Unión Ferroviaria, uno de los principales sindicatos del sector. Ese mismo año, la empresa brasileña «América Latina Logística» (ALL) se quedó con las concesiones de los ferrocarriles San Martín y Urquiza, para incorporarlos a la red que ya venía operando en Brasil.
Para 1976, ya se habían suprimido 10.320 kilómetros del sistema ferroviario durante el gobierno del radical Frondizi, con lo cual, la extensión de la red bajó a 41.463 kilómetros. Ese año, el poder es asumido por el autodenominado Proceso de Reorganización Nacional (la última dictadura Argentina), Martínez de Hoz decide racionalizar la red, lo que significó otro duro golpe para el sistema ferroviario: la supresión de 6.300 kilómetros de vías, el cierre de talleres, la supresión del 50% de los servicios de pasajeros y eliminación del 40% del personal.
Entre 1976 y 1980 se abandonaron unas 560 estaciones, se redujeron trenes de pasajeros interurbanos y locales del interior en un 30%, se cerraron 5500 km de líneas secundarias. Solo a nivel talleres, la cantidad de personal se redujo de 155 mil empleados en 1976 a 97 mil en 1980.

### Red interurbana de pasajeros

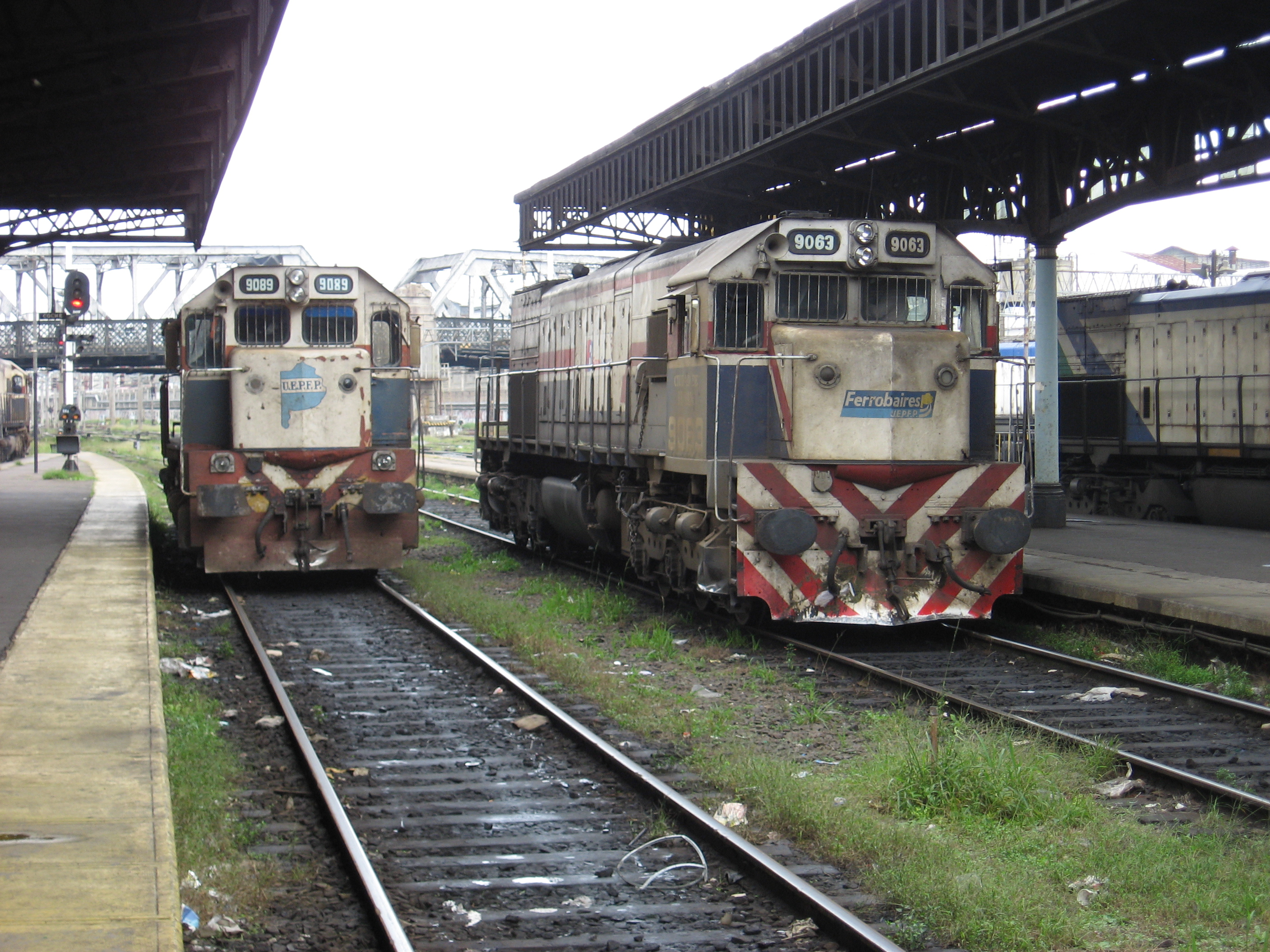
Dos locomotoras de Ferrobaires. Una de ellas lleva el logo original de la UEPFP.

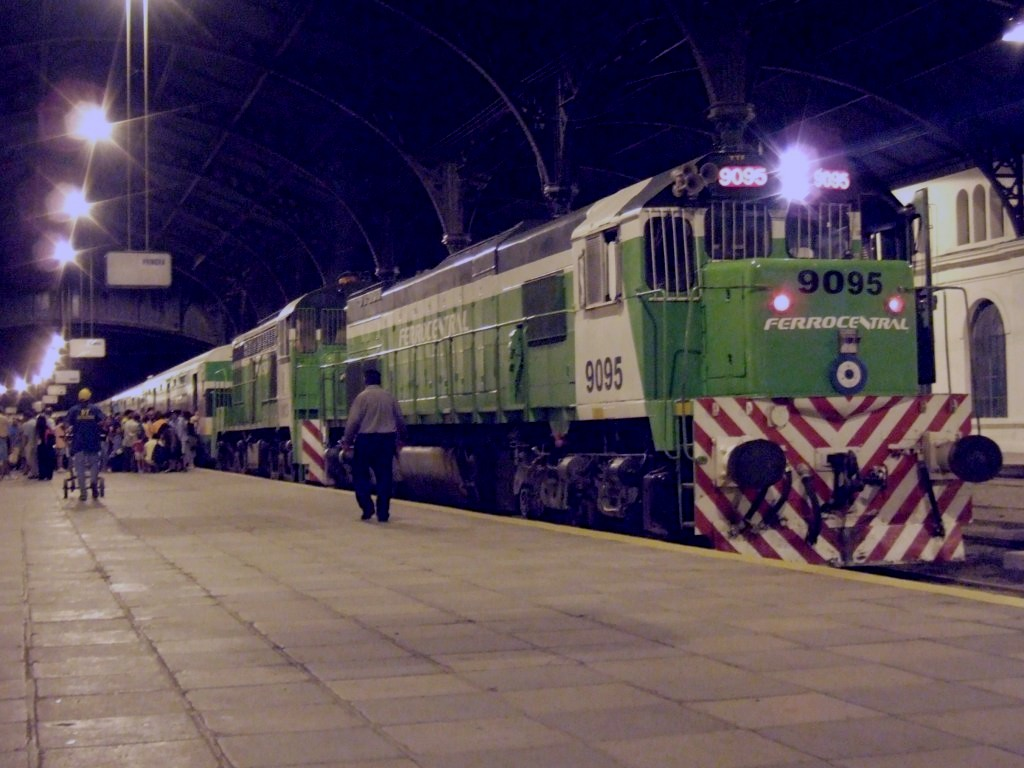
Tren de Ferrocentral en la Estación Tucumán.

La red interurbana de pasajeros presentaba las dificultades propias, una de las posibilidades que se estudió, una vez decidido el reacondicionamiento del sistema, fue la creación de una empresa federal. Mientras se debatía el tema las medidas adoptadas condujeron a la reducción del personal, haciendo uso de las opciones de retiro voluntario o la reinstalación del personal sobrante en otras áreas de la administración. Como comercialmente viable se determinó al corredor Buenos Aires - Mar del Plata, con las características estacionales propias de este segmento, con una gran demanda en las temporadas estivales. En 1992 se integró el consorcio U.T.E. Ferrocarril del Atlántico, encabezado por las empresas Sideco Americana y Alesia S.A., junto a 11 empresas de autotransporte, para ofertar justamente por la privatización del corredor ferroviario Plaza Constitución - Mar del Plata, pero el asunto no prosperó.
Finalmente el 10 de marzo de 1993, mediante un decreto del Presidente Menem, desaparecieron en forma masiva los trenes de pasajeros que unían el territorio. Los argumentos utilizados en aquel entonces por el gobierno nacional, se basaron en un tema de inconveniencia económica, aunque también demostraban ser parte de un plan estratégico de eliminación de los servicios ferroviarios, en función de otros intereses relacionados al transporte aéreo y automotor. La desaparición de los trenes condujo a la desaparición de muchos pueblos, llevó a la calle a miles de obreros, dejó en la miseria a muchas familias y desestructuró todo un sistema de comunicación que favorecía a la productividad y beneficiaba a gran parte de la sociedad. El dinero ahorrado por la desarticulación de los servicios interurbanos se destinó principalmente a un subsidio para inversiones de empresas ferroviarias privadas, comprendiendo solo el área local de la Capital Federal y el Gran Buenos Aires.El 5 de mayo de 1999 un convoy del ferrocarril Urquiza, que administra Metrovías, cruzó cinco estaciones sin parar porque no tenía maquinista.
El antiguo Belgrano Cargas fue privatizado a Sociedad Operadora de Emergencia Sociedad Anónima (SOE), encabezada por el grupo Macri y el grupo Roggio, la empresa EMEPA, gran parte de la infraestructura fue destruida por el abandono y el vandalismo junto con la gran cantidad de coches y locomotoras que fueron desmantelados, incendiados o radiados del servicio.
Loa servicios de transporte interurbano, ya desactivados, fueron ofrecidos a las provincias, las cuales en algunos casos llegaron a acuerdos con el gobierno central. Entre esas provincias se encontraban: Buenos Aires, Tucumán, Río Negro, Córdoba, La Pampa y Chubut. Del mismo modo se ofrecieron a las provincias tramos de la red ferroviaria nacional, que tuvieran importancia regional o local. Mediante acuerdos se materializó el traspaso de los siguientes sectores: a Río Negro los sectores Viedma-Bariloche y Jacobacci-Esquel; a Córdoba el trayecto que unía a la ciudad capital con Cruz del Eje. La provincia de Buenos Aires se interesó por varios ramales. Chubut realizó un acuerdo por el tramo hacia Esquel y Salta también se interesó por un trayecto secundario de la red. Mendoza recibió el Transandino Central, entre Mendoza y Las Cuevas. En todos los casos se llegaron a acuerdos de concesión con características específicas según cual era la provincia y en que condiciones se ofrecía el servicio, en lo referente a la infraestructura, material tractor y vagones. En todos los casos la operatividad se rigió por la ley nacional N.º 2.873 de Ferrocarriles Argentinos y por los reglamentos técnicos operativos de las distintas concesionarias en sus respectivas zonas de influencia. Las provincias podrían operar el servicio directamente o a través de una subconcesión. El 8 de febrero de 2007 se firmó un convenio entre los estados nacional y bonaerense estableciendo la transferencia de los servicios concesionados a la Unidad Ejecutora del Programa Ferroviario Provincial promulgado el 13 de julio de 2007 a través de la ley provincial 13.705 y el decreto provincial 1475/2007. provincializándose el servicio en 2012 la gobernación pone en marcha un nuevo servicio hacia el sur de la provincia a Tandil, para que el tren llegase a San Miguel del Monte, Cañuelas, Las Flores y Rauch.
Puede verse un trabajo con Sistemas de Información Geográfica, realizado sobre las cancelaciones y el impacto demográfico en el trabajo «Ferrocarriles Argentinos y dinámica de la Población en la Provincia de Buenos Aires; Argentina».[cita requerida]
Todo material ferroviario que quedó en desuso fue vendido durante el Gobierno del radical Fernando de la Rúa, el entonces Ministro de Economía José Luis Machinea, por 300 millones de dólares, veinte veces menos que su valor estipulado

### Transporte metropolitano de pasajeros

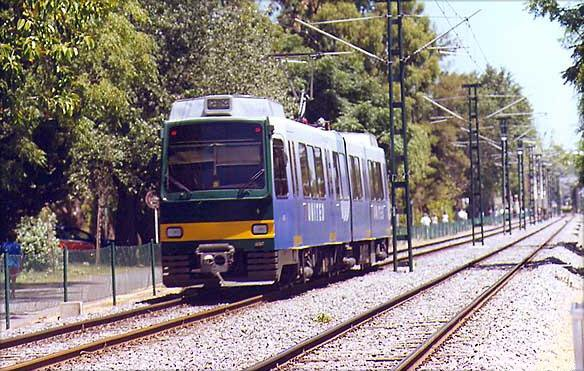
Formación del Tren de la Costa.

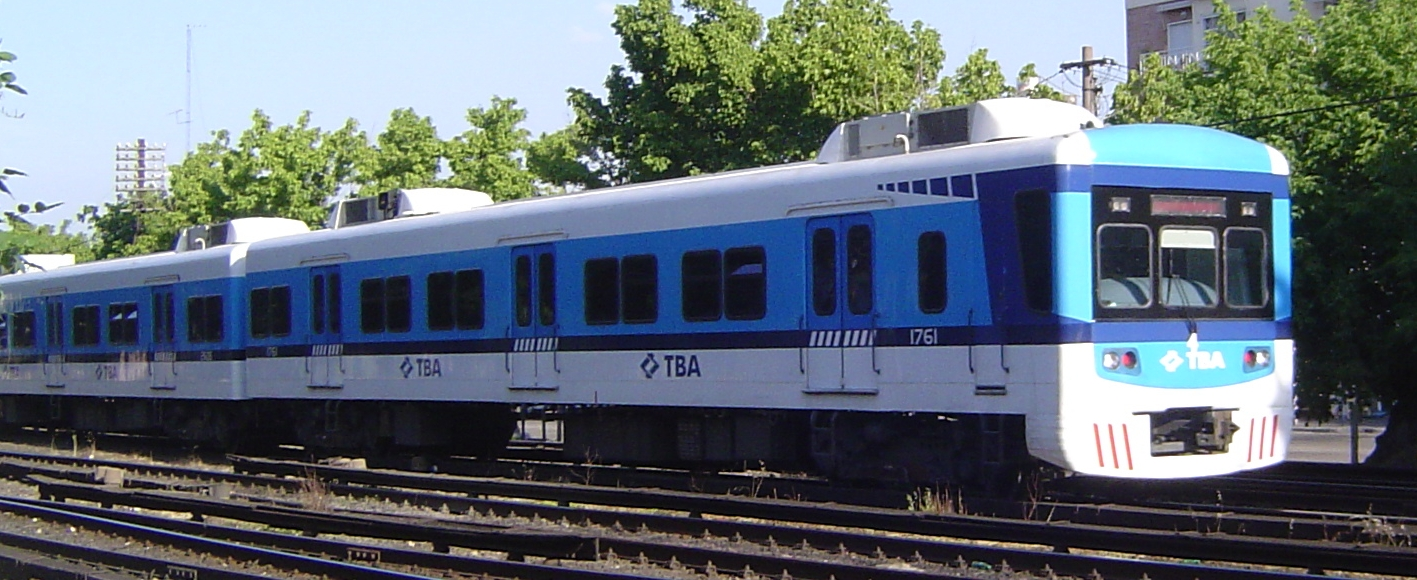
Formación de coches eléctricos Toshiba reciclados por TBA. Formación correspondiente a la línea Sarmiento.

La red metropolitana incluía tanto a la Capital Federal como a la aglomeración del Gran Buenos Aires, siendo Zarate-Campana, Mercedes, Pilar, Cañuelas, Altamirano y La Plata sus puntos terminales.
Para mejorar el transporte suburbano ya en los años 1980 se había comenzado a implantar mejoras tendientes a un más efectivo control del pago de pasajes y la electrificación de un tramo de la Ferrocarril Roca. En estudio se encontraban las opciones para disminuir los pasos a nivel del Ferrocarril Sarmiento en sus recorridos por la ciudad y por la zona oeste y mejorar su sistema de electrificación. Este sistema antiguo, al igual que el existente en los ramales de la línea Mitre a José León Suárez era muy peligroso y podía producir accidentes.
También se planteó el tema de que los ferrocarriles urbanos podían tener cabida en ciudades como Córdoba, Rosario y Mendoza. Estas áreas metropolitanas podrían en un futuro utilizar ferrocarriles urbanos que incluyeran al subterráneo, para mejorar sus comunicaciones. En el caso de las ciudades de Córdoba y Mendoza se efectuaron estudios pertinentes con respecto a esta iniciativa. En Córdoba el proyecto estimaba unificar las dos estaciones de tren existentes en la ciudad y atender el tráfico de pasajeros entre las localidades de Ferreyra y Argüello. En Mendoza el proyecto contemplaba la unificación en una sola terminal de las estaciones de ferrocarril de carga y pasajeros, estableciendo una nueva central cerca de las instalaciones del aeropuerto de Plumerillo. [cita requerida]
El Decreto N.º 2740 de fecha 28 de diciembre de 1990 estableció el marco de la Ley N.º 23.696, del «Memorándum de Entendimiento para la Reestructuración Ferroviaria y su Programa Anexo». Poco después, en marzo de 1991, como ya se dijo, se constituyó la empresa FEMESA y mediante el decreto N.º 1.143 del 14 de junio del mismo año, se constituyó el marco regulatorio de su privatización por concesión. Finalmente por Resolución MEyOSP N.º 1456 del 13 de noviembre de 1991, el Gobierno convocó a Licitación Pública Nacional e Internacional para la Concesión de la Explotación de los Servicios de Transporte Ferroviario de Pasajeros -de Superficie y Subterráneos- del Área Metropolitana de Buenos Aires.
La ejecución de las licitaciones estuvo a cargo de la Unidad de Coordinación del Programa de Reestructuración Ferroviaria, con lo cual hacia fines de 1991 y durante 1992 se entregaron los pliegos para la licitación a los grupos interesados y se recibieron las correspondientes ofertas. [cita requerida]
La adjudicación estuvo relacionada, entre otras cosas con aquellas ofertas que ofrecieran el mayor nivel de inversiones en relación con el menor subsidio. Luego de una trabajosa y dura negociación, entre enero de 1994 y fines de junio de 1995, la red de FEMESA se concedió totalmente al capital privado.
La operación de las líneas quedó bajo la conducción de 6 concesionarios, los que brindaban el servicio bajo las condiciones fijadas en los pliegos, tanto en el Plan de Inversiones como en lo atinente a la operatoria de los servicios. La fiscalización correspondía a la CNRT (Comisión Nacional de Regulación del Transporte).

### Liquidación
Como consecuencia del proceso de Reforma del Estado, iniciado en 1989, se habían realizado políticas tendientes a cancelar servicios y transferir los restantes al sector privado, impidiendo a Ferrocarriles Argentinos de cumplir su objetivo. Así fue que el 7 de julio de 1995, Menem y Cavallo firmaron el Decreto 1039/95, declarando a la empresa en "Estado de Liquidación", cesando en todas sus funciones a partir del día de la fecha, dando de baja a su Interventor y Subinterventor y designando al correspondiente Liquidador. Entre 1976 y 1980 se abandonaron unas 560 estaciones, se redujeron trenes de pasajeros interurbanos y locales del interior en un 30%, se cerraron 5500 km de líneas secundarias. Solo a nivel talleres, la cantidad de personal se redujo de 155 mil empleados en 1976 a 97 mil en 1980, cifra que habría de mantenerse hasta el fin del gobierno de Raúl Alfonsín cuando comenzó una nueva cancelación masiva de servicios. La desconexión del país y la intensa eliminación de talleres contribuyeron a la decadencia y desaparición de unos 700 pueblos y a la aceleración de la pobreza y la desigualdad regional.
En cuanto a los servicios regionales de ferrocarril, en el caso del Tren del Valle se recortaron servicios y disminuyeron las frecuencias. En Entre Ríos los ramales fueron paralizados cancelándose los servicios locales de Paraná, la capital provincial, que fueron suspendidos en enero de 2016, el tren Paraná – Concepción del Uruguay, suspendido en febrero de ese año, y el servicio Basavilbaso – Villaguay, que dejó de circular en abril de 2016. El Tren de las Sierras, que circula entre Córdoba y Cosquín, dejó de salir desde la estación Alta Córdoba. En mayo de 2017 el servicio metropolitano de trenes de Resistencia, Chaco, también fue suspendido para forzar una provincialización del servicio y se descartó la renovación de vías del ramal C3 del Ferrocarril Belgrano. También se canceló el proyecto de fabricación de vagones de cargas nacionales. El recorte en los trenes regionales, el cierre de ramales en el Chaco y Entre Ríos, servicios suspendidos en La Pampa, Mar del Plata, Chascomús y la decisión de paralizar la expansión del Tren del Valle y el abandono del Plan Operativo Quinquenal heredado de la gestión anterior. Por otra parte se suspendió el proyecto quinquenal que estipulaba la recuperación de las conexiones Brandsen-La Plata, Cañuelas-Lobos y Uribelarrea-Las Flores.

## Sucesores
- FEMESA 1991-1997
- Metropolitano 1995-2007
- Trenes de Buenos Aires 1995-2012
- Metrovías 1994-2019
- Ferrovías 1994-2019
- Servicios Ferroviarios del Chaco 1997-2010
- UGOFE 2005-2014
- Argentren 2013-2015
- Corredores Ferroviarios 2013
- UGOMS 2012-2013
- Trenes Argentinos Operaciones 2014-presente
- Ferrocarriles Argentinos 2015-presente

## Principales servicios interurbanos y de larga distancia de F.A.
La tabla siguiente muestra los llamados Grandes de Ferrocarriles Argentinos, servicios de larga distancia que prestó la empresa a lo largo de su historia:

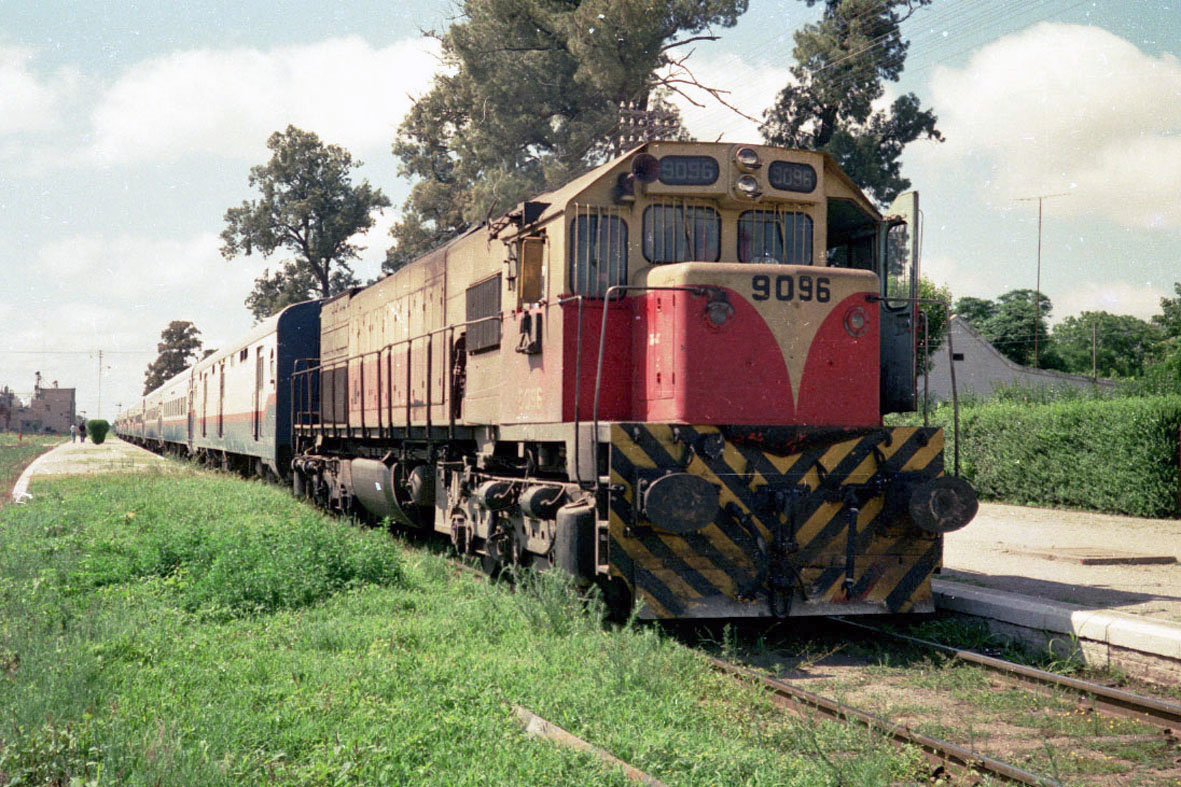
El Serranoche a su paso por Río Segundo.

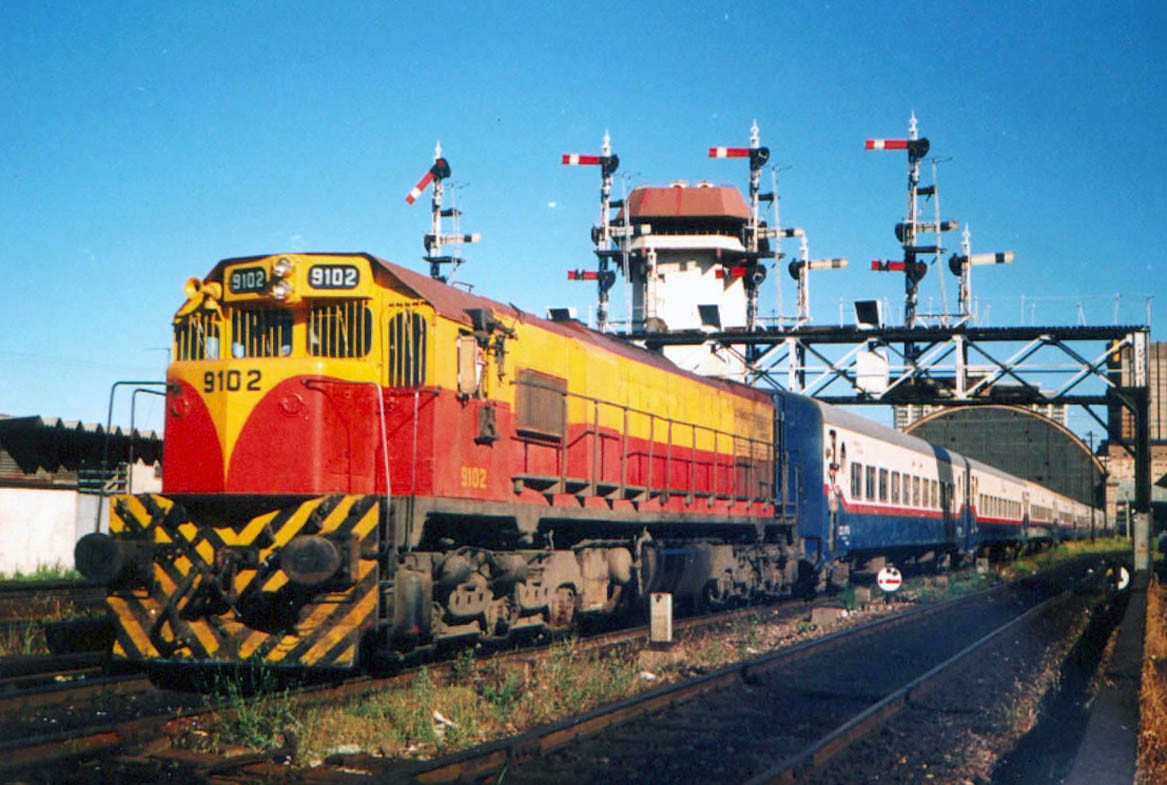
El Estrella del Norte partiendo de Retiro.

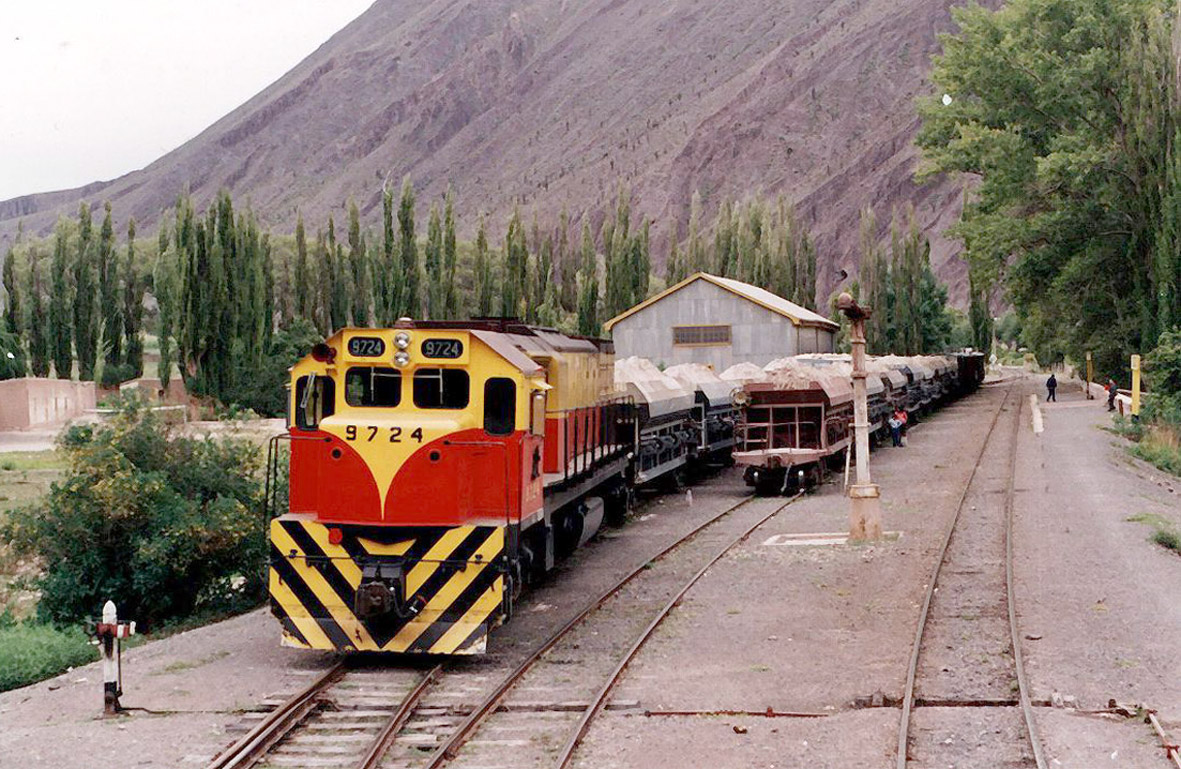
Tren de carga del Ferrocarril General Belgrano.

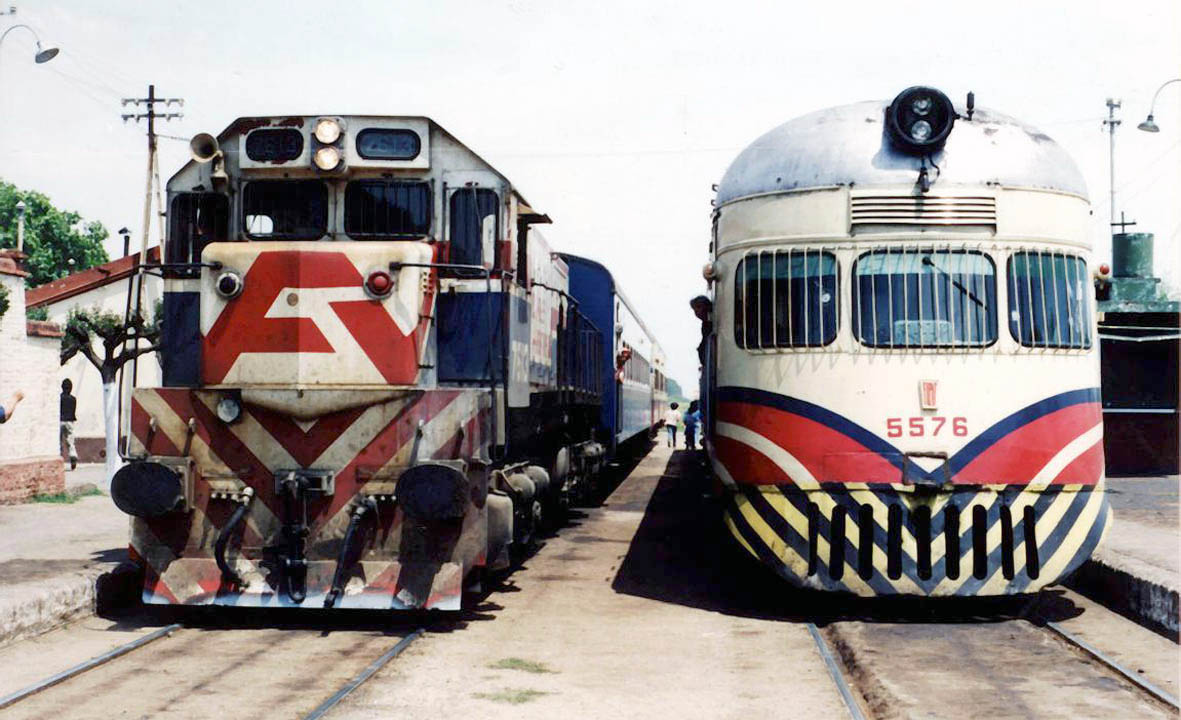
Un tren local y uno interurbano del Ferrocarril Sarmiento.

| Línea | Numeración        | Nombre del servicio            | Recorrido                                                        | Comodidades                 |
| --- | ----------------- | ------------------------------ | ---------------------------------------------------------------- | --------------------------- |
| FCGSM | 561-562           | El Libertador                  | Retiro - Junín - Mendoza                                         | DA, PA, P, R, X, PAC, CS, F |
| FCGBM | 3-4               | Expreso Buenos Aires - Tucumán | Retiro - Rosario - La Banda - Tucumán                            | DA, PA, RA, X, PAC, F       |
| FCGBM | 293-294 / 295-296 | Rayo de Sol                    | Retiro - Rosario - Córdoba                                       | DA, PA, R, PAC, F           |
| FCGSM | 563-564           | El Sanjuanino                  | Retiro - Junín - Mendoza - San Juan                              | PA, P, CT, RA, F            |
| FCGBM | 287-288           | Estrella del Norte             | Retiro - Rosario - La Banda - Tucumán                            | PA, P, CT, R, F             |
| FCGBM | 297-298           | Serranoche                     | Retiro - Rosario - Córdoba                                       | P, CT, R, F                 |
| FCGSM | 17-18             | El Zonda                       | Retiro - Junín - Mendoza - San Juan                              | D, PA, P, CT, R, F          |
| FCGBM | 277-278           | El Porteño                     | Retiro - Rosario                                                 | PA, P, CT, R, F             |
| FCGBM | 289-290           | El Rosarino                    | Retiro - Rosario                                                 | PA, P, CT, R, F             |
| FCGSM | 573-574           | El Sanrafaelino                | Retiro - Junín - San Rafael                                      | PA, P, CT, R, F             |
| FCGSM | 567-568           | Sierras Grandes                | Retiro - Junín - Villa Mercedes - Villa Dolores                  | PA, P, CT, R, F             |
| FCGSM | 43-44             | El Baqueano                    | Mar del Plata - Mendoza - San Juan                               | PA, P, R, F                 |
| FCGBM | 49-15 / 16-50     | Mar y Sierras                  | Mar del Plata - Rosario - Córdoba                                | PA, P, R, F                 |
| FCGBM | 49-45 / 4-50      | Mar y Sol                      | Mar del Plata - Rosario - Tucumán                                | PA, P, R, F                 |
| FCGSM | 55-56             |                                | Bahía Blanca - Mendoza - San Juan                                | PA, P, R, F                 |
| FCGR | 301-302           | El Marplatense                 | Constitución - Mar del Plata                                     | PA, R, F                    |
| FCGR | 311-312           | El Torreón                     | Constitución - Mar del Plata                                     | ¿?                          |
| FCDFS | 117-118           | El Caldén                      | Once - Bragado - General Pico                                    | P, CT, B, F                 |
| FCGR | 335-336           | Cruz del Sur                   | Constitución - Mar del Plata                                     |                             |
| FCGR | 119-120           |                                | Constitución - Pringles - Bahía Blanca                           | DA, PA, P, CT, R, F         |
| FCGR | 133-134           |                                | Constitución - General Lamadrid - Bahía Blanca                   | DA, PA, P, CT, R, F         |
| FCGR | 329-330           | Expreso del Sur                | Constitución - Bahía Blanca - San Antonio Oeste                  | DA, PA, P, CT, R, F         |
| FCGR | 331-332           | Delfín                         | Constitución - Mar del Plata                                     |                             |
| FCGR | 313-314           | Estrella del Valle             | Constitución - Bahía Blanca - Neuquén - Zapala                   | DA, PA, P, CT, R, F         |
| FCGR | 323-324           | Punta Mogotes                  | Constitución - Mar del Plata                                     |                             |
| FCGR | 307-308           | Lagos del Sur                  | Constitución - Bahía Blanca - Viedma - Bariloche                 | DA, PA, P, CT, R, F         |
| FCGR | 305-306           | Golondrina                     | Constitución - Mar del Plata                                     | PA, P, CT, R, F             |
| FCGR | 309-310           | Stella Maris                   | Constitución - Mar del Plata                                     | PA, P, CT, R, F             |
| FCGR | 321-322           | El Atlántico                   | Constitución - Mar del Plata                                     | PA, P, CT, R, F             |
| FCGR | 315-316           | Neptuno                        | Constitución - Mar del Plata                                     | PA, P, CT, R, F             |
| FCGR | 155-156           | Luciérnaga                     | Constitución - Mar del Plata                                     | PA, P, CT, R, F             |
| FCGR | 337-338           | Lobo de Mar                    | Constitución - Mar del Plata                                     | PA, P, CT, R, F             |
| FCGR | 333-334           | Brisas del Mar                 | Constitución - Tandil - Necochea                                 | PA, P, CT, B, F             |
| FCDFS | 155-156           | El Puelche                     | Once - Santa Rosa                                                | PA, P, CT, R, F             |
| FCDFS | 151-152           | El Lucero                      | Once - Bragado - Ingeniero Luiggi                                | P, CT, B, F                 |
| FCGR | 341-342           | Costa Sur                      | Constitución - Mar del Plata - Miramar                           | PA, P, CT, R, F             |
| FCGR | 347-348           | El Platense                    | La Plata - Mar del Plata                                         | PA, P, CT, B, F             |
| FCGR | 303-304           | Expreso Arrayanes              | Pza.Constitución - Bariloche                                     | PA, P, CT, F, CS, DA, X, RA |
| FCGMB | 201-202           | Cinta de Plata                 | Retiro - Córdoba - Tucumán - Salta - Jujuy                       | P, CT, R, F                 |
| FCGR | 4001-4002         |                                | Constitución - Mar del Plata                                     |                             |
| FCGMB | 703-704           | El Norteño                     | Retiro - Córdoba - Tucumán - Salta - Jujuy                       | D, P, CT, R, F              |
| FCGMB | 205-206           | El Litoral                     | Retiro - Santa Fe - Resistencia                                  | P, CT, R, F                 |
| FCGMB | 707-708           | El Chaqueño                    | Retiro - Santa Fe - Resistencia                                  | P, CT, R, F                 |
| FCGMB | 719-720           | El Panamericano                | Tucumán - Jujuy - La Quiaca - La Paz                             | D, P, CT, R, F              |
| FCGU | 601-602           | El Gran Capitán                | Federico Lacroze - Concordia - Posadas                           | D, P, CT, R, X, F           |
| FCGU | 603-604           | El Correntino                  | Federico Lacroze - Concordia - Corrientes                        | D, P, CT, R, F              |
| FCGU | 605-606           | Expreso Cataratas              | Federico Lacroze - Concordia - Posadas - Iguazú(combinación bus) | DA, PA, PAC, CT, R, F       |
| FCGU | 607-608           | Salto Grande                   | Federico Lacroze - Concordia                                     | D, P, CT, R, F              |
| FCGSM | 565-566           | El Aconcagua                   | Retiro - Junín - Villa Mercedes - San Luis - Mendoza - San Juan  | DA, PA, P, CT, R, X, F      |
| FCGSM | 567-568           | Sierras Grandes                | Retiro - Junín - Villa Mercedes - Villa Dolores                  | PA, P, CT, R, F             |
| FCGSM | 569-570           |                                | Retiro - Junín - Alberdi                                         | CT, P, F                    |
| FCGSM | 571-572           |                                | Retiro - Junín - Rufino                                          | CT, P, F                    |
| FCGSM | 575-576           | El Cóndor                      | Retiro - Junín - Mendoza                                         | PA, P, R, F                 |
| FCGBM | 1015-1016         | Mixto a Tucumán                | Retiro - Tucumán                                                 | P, CT, BP, BCT, F           |
| FCGMB | 1721-1722         | Tren a las Nubes               | Salta - Socompa - Antofagasta                                    | D, P, CT, R, F              |
| FCGMB | 1723-1724         |                                | Salta - Pocitos - Santa Cruz de la Sierra                        | D, P, CT, R, F              |
| FCGBM | 291-292           | El Santafesino                 | Retiro - Rosario - Santa Fe                                      | CT, B, F                    |
| FCGR | 2127-2128         |                                | Constitución - Tandil                                            | CT, B, F                    |
| FCGR | 2131-2132         |                                | Constitución - Tandil - Necochea                                 | CT, B, F                    |
| FCGBM | 2521-2522         | Ciudad de Rosario              | Retiro - Rosario                                                 | CT, B, F                    |
| Códigos de Ferrocarriles Argentinos |                   |                                |                                                                  |                             |
| CT: Clase Turista - P: Primera Clase - PA: Pullman - D: Dormitorio - DA: Dormitorio con aire - R: Restaurante - B: Coche Bar - PAC: Coche Cine - BP: Bar Primera - X: Bandeja Automovilera - BCT: Bar Clase Turista - S: Segunda - CS: Coche Salón - RA: Restaurante con aire - F: Furgón |                   |                                |                                                                  |                             |

Las líneas fueron entregadas a los siguientes concesionarios:
| Ferrocarril    | Ramales | Empresas                                                                   | Fecha           |
| -------------- | --- | -------------------------------------------------------------------------- | --------------- |
| Roca           | Constitución-La Plata (vía Quilmes) Constitución-Cañuelas Constitución-Alejandro Korn Temperley-Haedo Vía Circuito Bosques-Gutiérrez Constitución-Bariloche | Metropolitano Ferrobaires Servicios Ferroviarios Patagónicos Ferrosur Roca | 01/05/1994 1993 |
| San Martín     | Retiro-Pilar | Metropolitano                                                              | 01/04/1994      |
| Belgrano Norte | Retiro-Villa Rosa | Ferrovías                                                                  | 01/04/1994      |
| Belgrano Sur   | Puente Alsina-Aldo Bonzi Bs. As.-González Catán Bs. As.-Marinos del Belgrano                                                                                | Metropolitano                                                              | 01/05/1994      |
| Mitre          | Retiro-Tigre Retiro-Bartolomé Mitre Retiro-José León Suárez Victoria-Capilla del Señor Villa Ballester-Zárate                                               | TBA                                                                        | 27/05/1995      |
| Sarmiento      | Once-Moreno Merlo-Lobos Moreno-Mercedes | TBA                                                                        | 27/05/1995      |
| Urquiza        | Federico Lacroze-General Lemos | Metrovías                                                                  | 01/01/1994      |
| Línea Tigre R  | Maipú (Bartolomé Mitre)-Delta | Tren de la Costa S.A.                                                      | 01/01/1994      |